# Ansbach

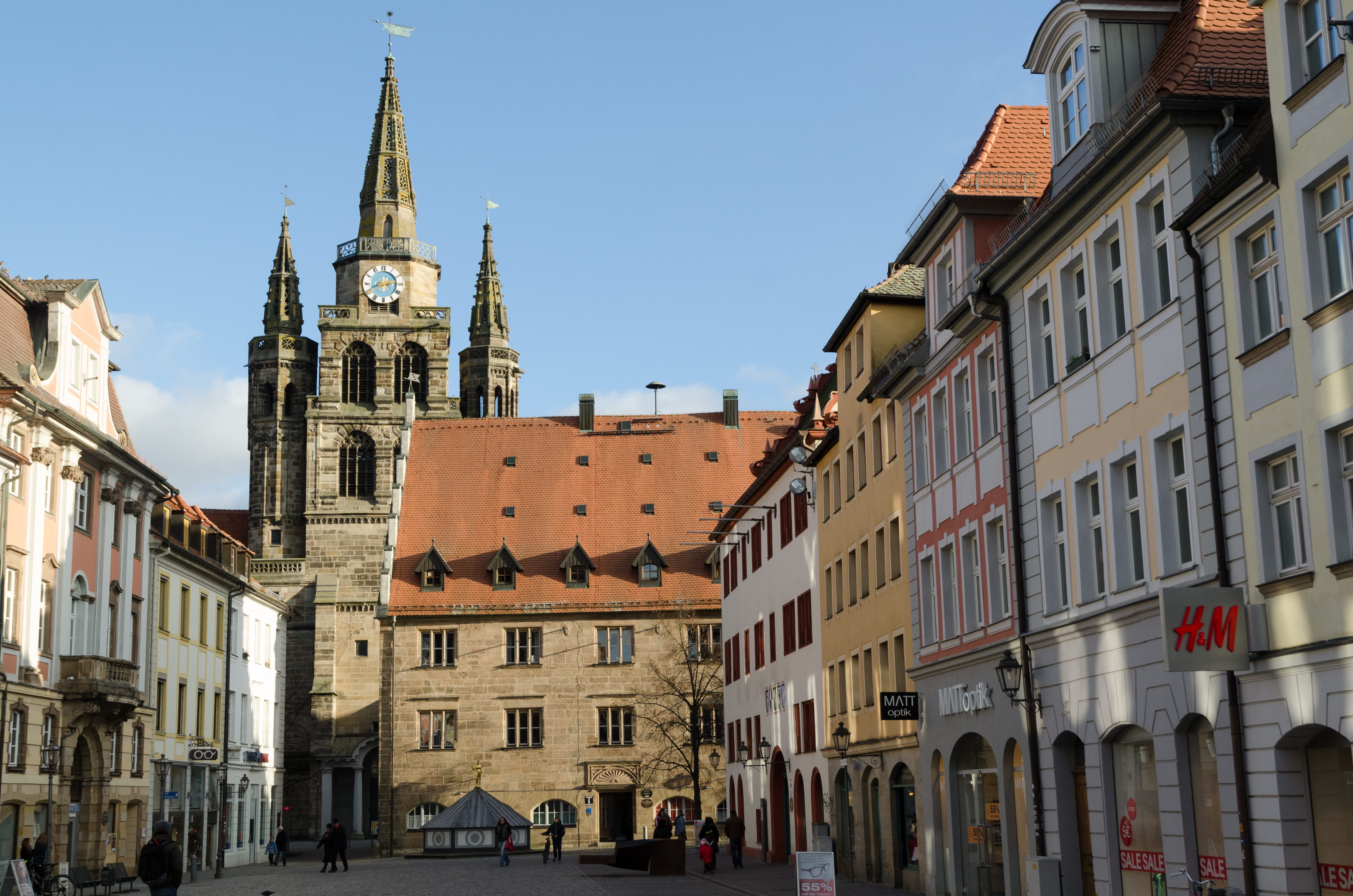
Martin-Luther-Platz mit Blick auf St. Gumbertus, Stadthaus, Markgraf-Georg-Brunnen und Rathaus

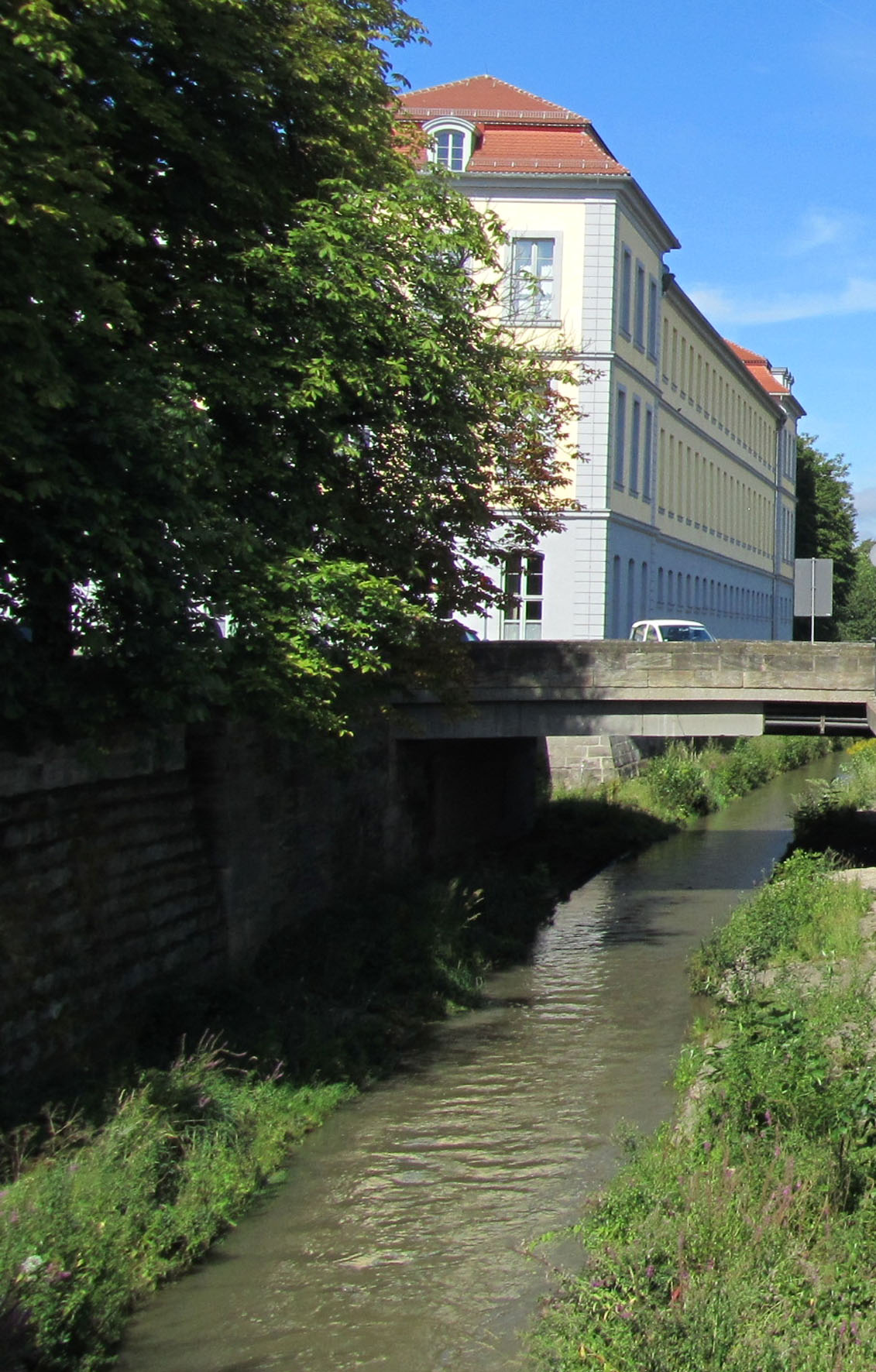
Fränkische Rezat in Ansbach, entlang der Residenz

Ansbach (Ausspracheⓘ) ist eine kreisfreie Stadt in Bayern und zählt zur Planungsregion Westmittelfranken und der Metropolregion Nürnberg. Sie ist Sitz der Regierung und der Bezirksverwaltung von Mittelfranken sowie des Landratsamtes Ansbach.

## Geographie

### Geographische Lage
Die Stadt liegt etwa 40 Kilometer südwestlich von Nürnberg am Zufluss des Onolzbachs in die Fränkische Rezat, die letztlich zum Main entwässert. Sie ist nach Fläche hinter München, Nürnberg, Augsburg und Ingolstadt die fünftgrößte kreisfreie Stadt des Freistaates Bayern.

### Nachbargemeinden
Die an das Stadtgebiet angrenzenden Gemeinden liegen alle im Landkreis Ansbach:
|               | Lehrberg                                    | Weihenzell                        |
| Leutershausen | Kompassrose, die auf Nachbargemeinden zeigt | Petersaurach, Sachsen bei Ansbach |
| Herrieden     | Burgoberbach                                | Lichtenau, Weidenbach             |

### Gemeindegliederung
Die politische Gemeinde Ansbach hat 54 Gemeindeteile (in Klammern ist der Siedlungstyp angegeben):
- Ansbach (Hauptort)
- Aumühle (Einöde)
- Bernhardswinden (Dorf)
- Brodswinden (Pfarrdorf)
- Claffheim (Dorf)
- Dautenwinden (Dorf)
- Deßmannsdorf (Dorf)
- Dombach im Loch (Dorf)
- Dornberg (Dorf)
- Egloffswinden (Dorf)
- Elpersdorf bei Ansbach (Pfarrdorf)
- Eyb (Pfarrdorf)
- Fischhaus
- Galgenmühle (Dorf)
- Geisengrund (Dorf)
- Gösseldorf (Dorf)
- Hammerschmiede (Einöde)
- Heimweg (Altersheim)
- Hennenbach (Dorf)
- Höfen (Dorf)
- Höfstetten (Dorf)
- Hohe Fichte (Weiler)
- Höllmühle (Einöde)
- Käferbach (Dorf)
- Kaltengreuth (Dorf)
- Kammerforst (Dorf)
- Katterbach (Dorf)
- Kurzendorf (Dorf)
- Liegenbach (Weiler)
- Louismühle (Einöde)
- Meinhardswinden (Pfarrdorf)
- Mittelbach (Dorf)
- Neudorf (Dorf)
- Neuses bei Ansbach (Dorf)
- Oberdombach (Dorf)
- Obereichenbach (Dorf)
- Pfaffengreuth (Dorf)
- Rabenhof (Einöde)
- Schalkhausen (Pfarrdorf)
- Scheermühle (Einöde)
- Schockenmühle (Einöde)
- Steinersdorf (Dorf)
- Strüth (Dorf)
- Untereichenbach (Dorf)
- Walkmühle (Einöde)
- Wallersdorf (Dorf)
- Wasserzell (Dorf)
- Weinberg (Einöde)
- Wengenstadt (Dorf)
- Windmühle (bei Elpersdorf) (Dorf)
- Windmühle (bei Pfaffengreuth) (Einöde)
- Winterschneidbach (Dorf)
- Wolfartswinden (Dorf)
- Wüstenbruck (Dorf)

Die Galgenmühle und Kammerforst sind mittlerweile in dem Gemeindeteil Ansbach aufgegangen, die Hammerschmiede in dem Gemeindeteil Wallersdorf, Kaltengreuth und Pfaffengreuth in dem Gemeindeteil Eyb. Ansbach bildet mit Eyb, Hennenbach, Neuses und Schalkhausen eine geschlossene Siedlung.
Die Orte Aub, Käfermühle, Mittelmühle und Obermühle zählen zum Gemeindeteil Käferbach, die Brodswindener Mühle zu Brodswinden, die Höfstetter Mühle zu Höfstetten, die Neudorfer Mühle zu Neudorf, die Untereichenbacher Mühle zu Untereichenbach, die Wasserzeller Mühle zu Wasserzell, Ober- und Unterdautenwinden sowie die Höfstetter Mühle bilden den Gemeindeteil Dautenwinden.
Auf dem Gemeindegebiet befanden sich die Orte Fallhaus, Voggenhof, Voggenmühle, Weidenmühle und Ziegelhütte. Sie sind mittlerweile allesamt Wüstungen.
Das Gemeindegebiet ist in den Gemarkungen Ansbach, Bernhardswinden, Brodswinden, Claffheim, Elpersdorf b.Ansbach, Eyb, Hennenbach, Neuses und Schalkhausen aufgeteilt. Die Gemarkung Ansbach hat eine Fläche von 16,970 km². Sie ist in 8418 Flurstücke aufgeteilt, die eine durchschnittliche Flurstücksfläche von 2015,94 m² haben.

### Klima
Durch seine Lage in Mitteleuropa befindet sich Ansbach in der kühlgemäßigten Klimazone. Dabei liegt der Ort im Übergangsbereich zwischen dem feuchten atlantischen und dem trockenen Kontinentalklima.
|                        | Jan  | Feb  | Mär  | Apr  | Mai  | Jun  | Jul  | Aug  | Sep  | Okt  | Nov | Dez  |   |      |
| Mittl. Temperatur (°C) | −0,9 | −0,2 | 3,7  | 7,8  | 12,9 | 16,1 | 18,2 | 17,5 | 12,9 | 8,3  | 3,4 | 0,3  | ⌀ | 8,4  |
| Mittl. Tagesmax. (°C)  | 2,1  | 3,8  | 8,5  | 13,7 | 18,8 | 21,8 | 24,4 | 24,0 | 19,0 | 13,3 | 6,3 | 2,6  | ⌀ | 13,2 |
| Mittl. Tagesmin. (°C)  | −4,0 | −3,9 | −0,5 | 2,2  | 6,7  | 9,9  | 12,0 | 11,6 | 7,8  | 4,2  | 0,4 | −2,4 | ⌀ | 3,7  |
|                        |      |      |      |      |      |      |      |      |      |      |     |      |   |      |
| Niederschlag (mm)      | 50   | 47   | 55   | 41   | 70   | 70   | 73   | 60   | 53   | 56   | 56  | 57   | Σ | 688  |

| −4,0 |

| −3,9 |

| −0,5 |

| 2,2 |

| 6,7 |

| 9,9 |

| 12,0 |

| 11,6 |

| 7,8 |

| 4,2 |

| 0,4 |

| −2,4 |

| −4,0 |

| −3,9 |

| −0,5 |

| 2,2 |

| 6,7 |

| 9,9 |

| 12,0 |

| 11,6 |

| 7,8 |

| 4,2 |

| 0,4 |

| −2,4 |

| N i e d e r s c h l a g | 50  | 47  | 55  | 41  | 70  | 70  | 73  | 60  | 53  | 56  | 56  | 57  |
|                         | Jan | Feb | Mär | Apr | Mai | Jun | Jul | Aug | Sep | Okt | Nov | Dez |

## Geschichte

### Ortsname
Der Ortsname ist belegt als Onoltesbach (um 790), Onoltespah (837), Onoldesbach (1141), Onoldsbach (1230), Onelspach (1338), Onsbach (1508) und Onolzbach (1530) oder Ansbach (1732). Eine weitere historische Schreibweise ist Anspach, der lateinische Name lautet Onoldium. Im ostfränkischen Dialekt lautet die Aussprache Anschba.
Der Name verweist auf den Gewässernamen Onoldisbach (der heutige Onolzbach) mit dem althochdeutschen pah bzw. bach für Bach, kleiner Wasserlauf und dem Personennamen Onold.

### Mittelalter bis 17. Jahrhundert

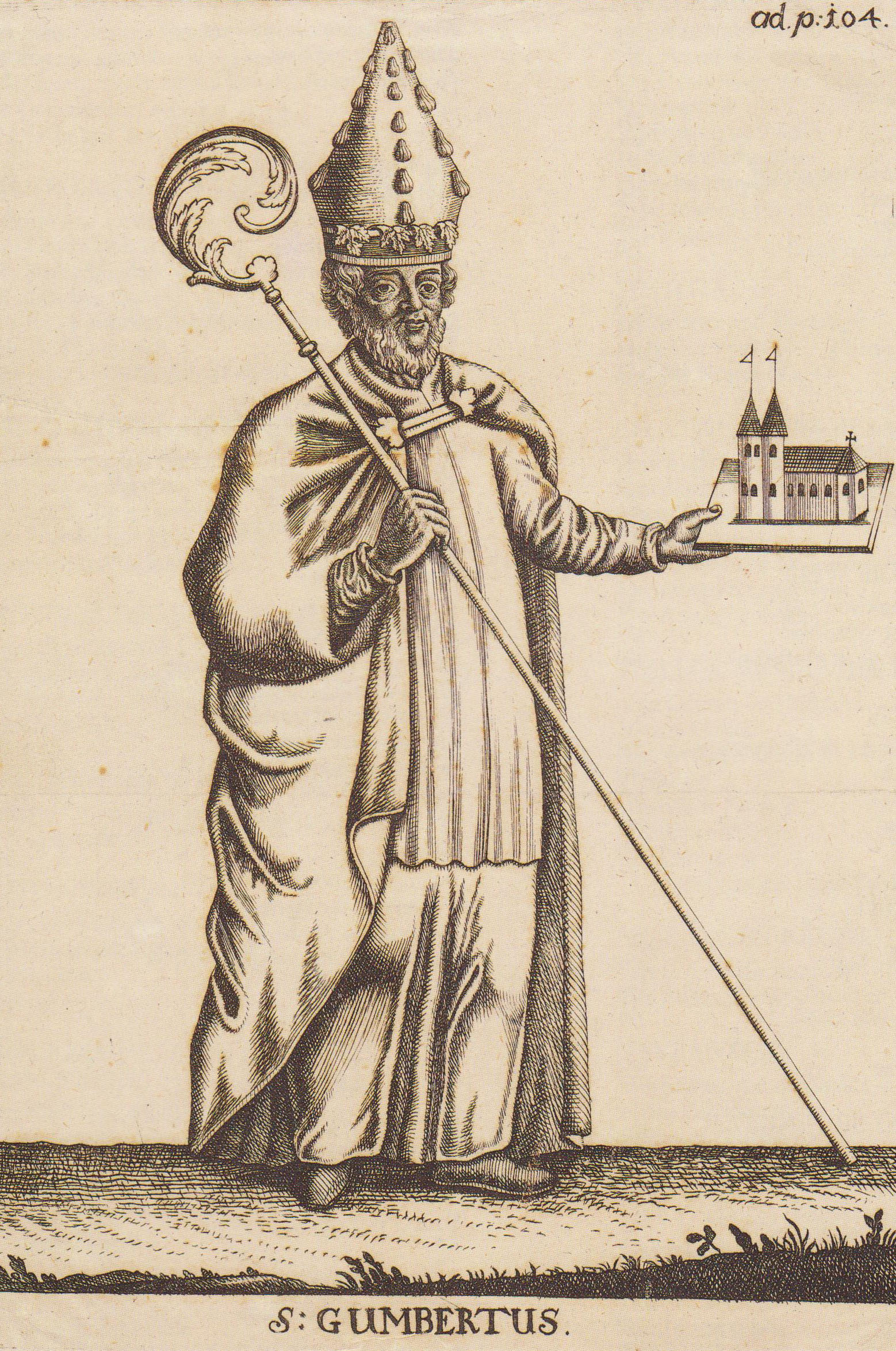
Gumbert von Ansbach

Im Jahre 748 wurde im Mündungswinkel des Onoldsbaches zur Rezat vom fränkischen Edelfreien Gumbert ein Benediktinerkloster gegründet; vom heute meist Onolzbach geschriebenen Rezatzufluss ist der spätere Name Ansbach abgeleitet. In den folgenden Jahrhunderten wuchsen das Kloster und die daneben liegende Siedlung zu einer Stadt zusammen. 1139 wird erstmals die Stadtkirche St. Johannis urkundlich erwähnt. 1221 wurde der Ort das erste Mal als Stadt erwähnt.

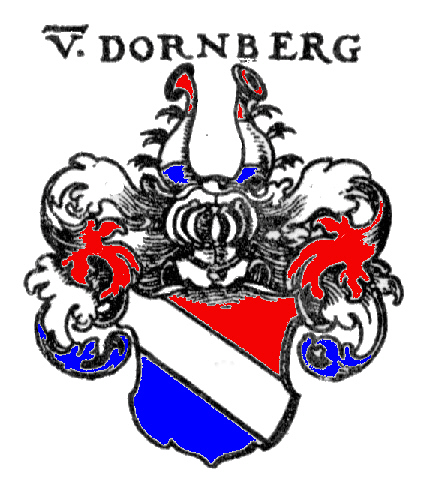
Wappen derer von Dornberg

Die Verwaltungs- und Herrschaftsgeschichte des Klosters und der Stadt Ansbach liegt weitestgehend im Dunkeln. In einigen Quellen wird die Vermutung aufgestellt, dass die Ahnen der Eyb einige der Klostervögte stellten.
In den Jahren zwischen 1144 und 1157 wurden die Herren von Schalkhausen und Dornberg, erstmals erwähnt am 18. Oktober 1144 in einer Urkunde von Bischofs Embrico von Würzburg als Geschlecht namens „Scalchusen“, von den Bischöfen von Würzburg mit der erblichen Vogtei über Kloster und Stadt Ansbach sowie das ganze Umland inklusive Liegenschaften belehnt. Die Sitze des Adelsgeschlechts waren die Burgen Schalkhausen und Dornberg. Das Wappen von Schalkhausen erinnert an die frühere Herrschaft und auch die Form des Ansbacher Stadtwappens wurde an das Wappen der Dornberg angelehnt.
Nach dem Aussterben der männlichen Linie der Dornberg im Jahr 1288 endete die Schirmvogtei und Ansbach kam auf dem Erbwege an Ludwig von Oettingen, der mit einer Tochter von Wolfram von Dornberg verheiratet war. 1331 verkaufte Ludwig von Oettingen diesen Besitz an Friedrich IV., den damaligen Burggrafen von Nürnberg.
Ab 1385 (bis 1791) war Ansbach die Haupt- und Residenzstadt verschiedener zollerscher Herrschaftsbereiche. Als die Hohenzollern 1415 (unter Friedrich I.) zu Kurfürsten von Brandenburg aufstiegen, wurde Ansbach nicht mit Brandenburg vereinigt, sondern blieb als Brandenburg-Ansbach unabhängig. Nach Daten der Gesellschaft für Leprakunde ist in Ansbach seit 1342 ein mittelalterliches Leprosorium nachweisbar, das sich nordöstlich der Stadt im „Wolfstal“ befand. Es wurde als „Feldsiechenspital“ und „Siechenhaus“ bezeichnet.
Von 1523 bis 1603 waren die Markgrafen von Ansbach auch Herzöge von Jägerndorf.

### 18. Jahrhundert

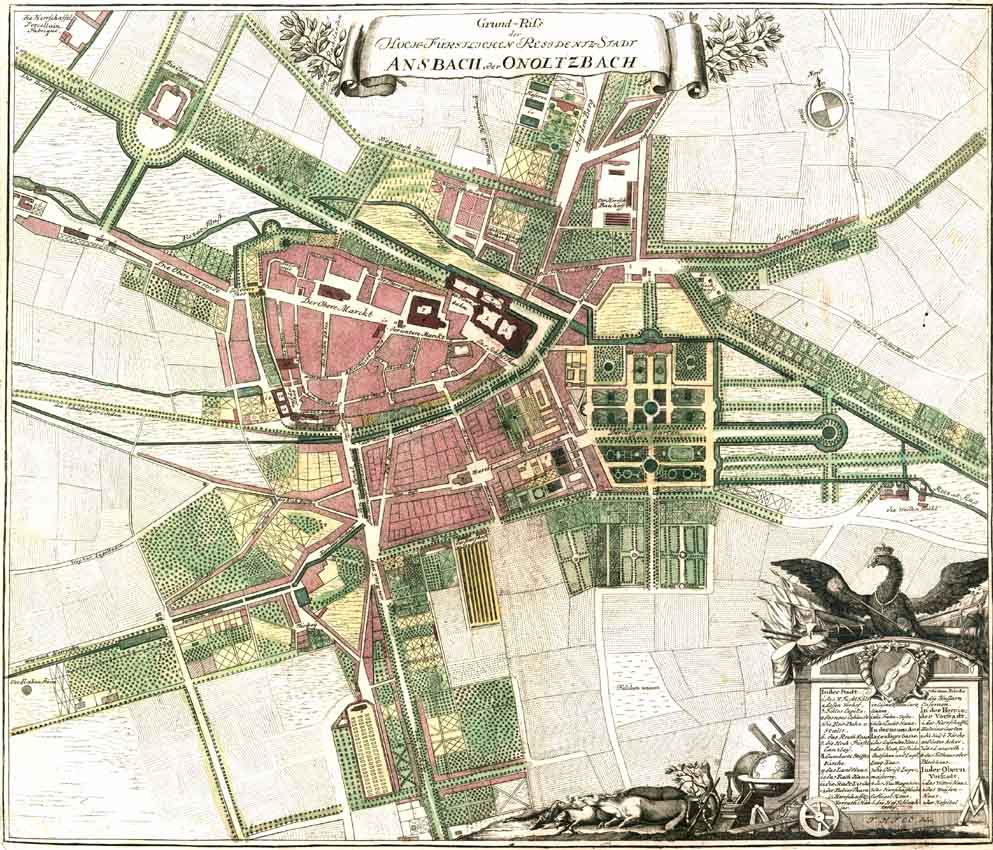
Karte der Residenzstadt Ansbach im 18. Jahrhundert

1732 erscheint erstmals der Name Ansbach, davor hieß die Stadt Onoltzbach und im 18. Jahrhundert waren zeitweilig beide Namen gleichzeitig gebräuchlich.
Gegen Ende des 18. Jahrhunderts gab es in Ansbach 854 Anwesen (Oberes Viertel: 88, Schloss-Viertel: 82, Herrieder Viertel: 148, Obere Vorstadt: 149, Schloss-Vorstadt: 77, Herrieder Vorstadt: 224, die Neue Auslage: 86). Die meisten Anwesen hatten den Ansbacher Rat als Grundherrn. Außerdem waren noch das Stiftsamt Ansbach und das Hofkastenamt Ansbach begütert. Daneben gab es noch einige Freihäuser.
1791 verzichtete der letzte Markgraf Karl Alexander von Brandenburg-Ansbach gegen eine jährliche Leibrente auf sein Herrschaftsgebiet und trat seine beiden Fürstentümer Ansbach und Bayreuth an Preußen ab, um fortan mit seiner zweiten Frau Elizabeth Craven in England im damaligen Königreich Großbritannien zu leben und sich dort der Pferdezucht zu widmen.
Im Jahre 1796 wählte Maximilian Joseph, Herzog von Zweibrücken und bayerischer Kurprätendent, Ansbach zu seiner Exilresidenz, nachdem Zweibrücken von Frankreich besetzt worden war. Preußen hatte sich 1795 im Frieden von Basel vom Reichskrieg gegen das revolutionäre Frankreich zurückgezogen und seine Neutralität erklärt. Damit war das preußische Ansbach ein sicherer Zufluchtsort. Maximilian von Montgelas entwickelte dort für seinen landlosen Fürsten Maximilian Joseph ein umfassendes Konzept einer künftigen radikalen politischen Neugestaltung Bayerns. Die Denkschrift wurde durch Eberhard Weis als Ansbacher Mémoire ediert. Nach dem Erbfall von 1799 und dem Regierungsantritt des bayerischen Kurfürsten Maximilian IV. Joseph und späteren (ab 1806) Königs Max I. Joseph wurde das Ansbacher Mémoire zur konzeptuellen Grundlage des modernen bayerischen Staates.

#### Fayence-Manufaktur Ansbach
Dank eines 1709 von Markgraf Wilhelm Friedrich erlassenen Privilegs produzierte die Fayence-Manufaktur Ansbach ab 1710. Zunächst (bis etwa 1725) übernahm Ansbach das blauweiße Dekor aus Rouen, später erweiterte man die Palette um Mangan, Grün und Gelb. Unter J. G. Ch. Popp gelang das Kopieren des chinesischen Dekors der Grünen Familie – dies machte Ansbach berühmt. Besonders kostbar sind die Stücke dieser Familie und kalt bemalte Stücke mit Kirschblüten und Vögeln in Reliefdekor. Die Manufaktur bestand mit einer kurzen Unterbrechung 1806/1807 bis 1839.

### 19. Jahrhundert
Die beiden Landesteile fielen an das 1806 gegründete Königreich Bayern, zunächst (mit Besitzergreifungspatent vom 20. Mai 1806) das Ansbacher Gebiet im Austausch für das wittelsbachische Herzogtum Berg, 1810 auch das zwischenzeitlich französisch verwaltete Bayreuther Teilfürstentum.
Ansbach wurde Hauptstadt des 1806 gebildeten Rezatkreises. Mit dem Gemeindeedikt (1808) wurde das Polizei-Commisariat Ansbach gebildet (ungefähr vergleichbar mit den heutigen Kreisfreien Städten). Zu diesem gehörten noch die Orte Fallhaus und Ziegelhütte. Mit dem Zweiten Gemeindeedikt (1818) wurde Ansbach zum Magistrat I. Klasse erklärt.
Im Jahr 1833 wurde das berühmte Findelkind Kaspar Hauser in Ansbach begraben.
Mit der Verordnung vom 29. November 1837 wurde aus dem Rezatkreis am 1. Januar 1838 Mittelfranken. Der Verwaltungssitz blieb in Ansbach und kam nicht in das größere Nürnberg, da die Metropole stark verschuldet war und sich zudem 1809 nicht zusammen mit Bayern im Fünften Koalitionskrieg mit Napoleon verbündet, sondern sich auf die Seite Österreichs geschlagen hatte.
Nach zunehmenden Problemen bei der Trinkwasserversorgung ging 1900 das städtische Wasserwerk im 25 Kilometer entfernten Gersbach in Betrieb. Es liefert (gemeinsam mit dem 1966 errichteten zweiten Werk in Schlauersbach) 98 % des Trinkwassers.

### Zwischenkriegszeit und Zeit des Nationalsozialismus

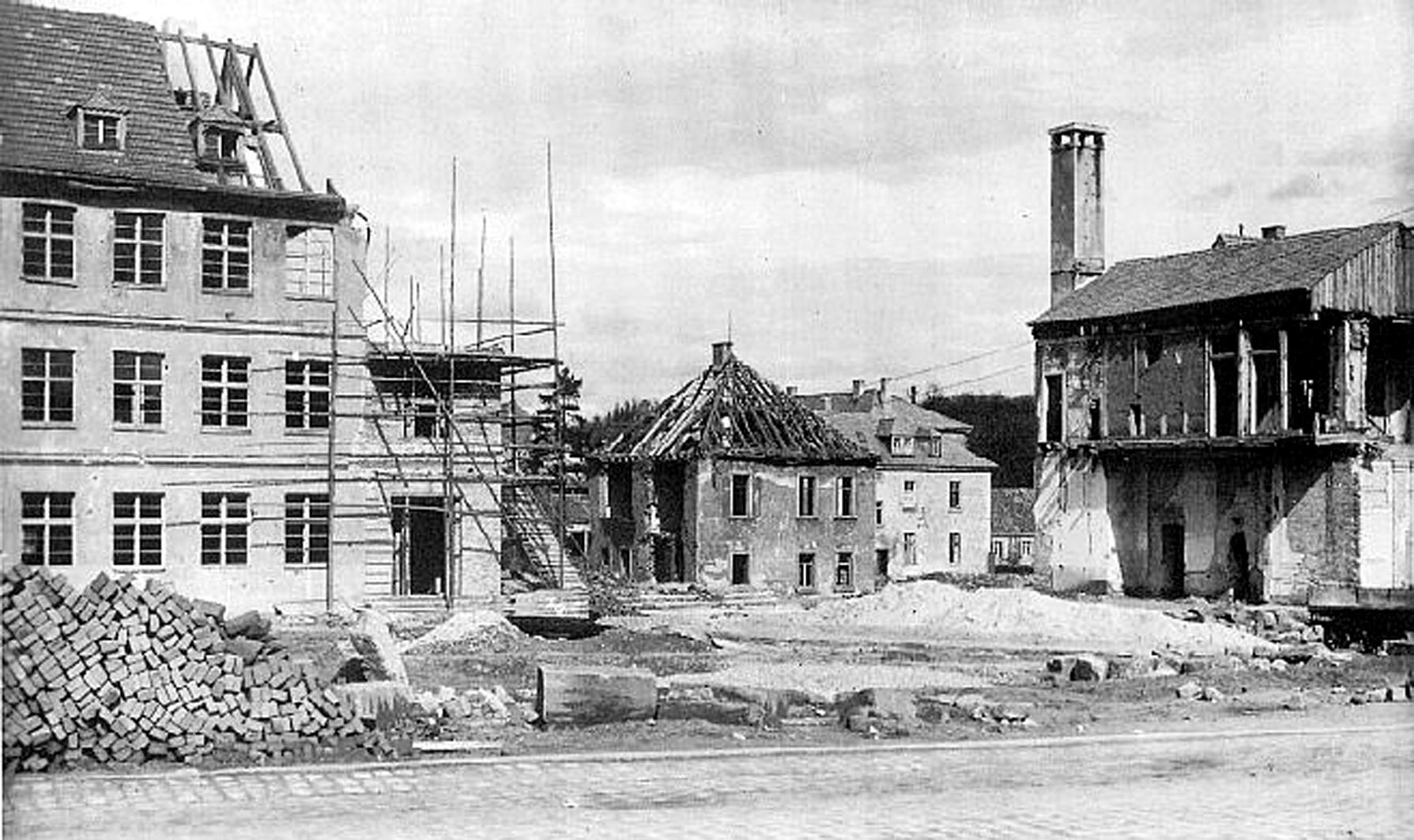
Oberrealschule (heute Platen-Gymnasium) nach der Bombardierung 1945

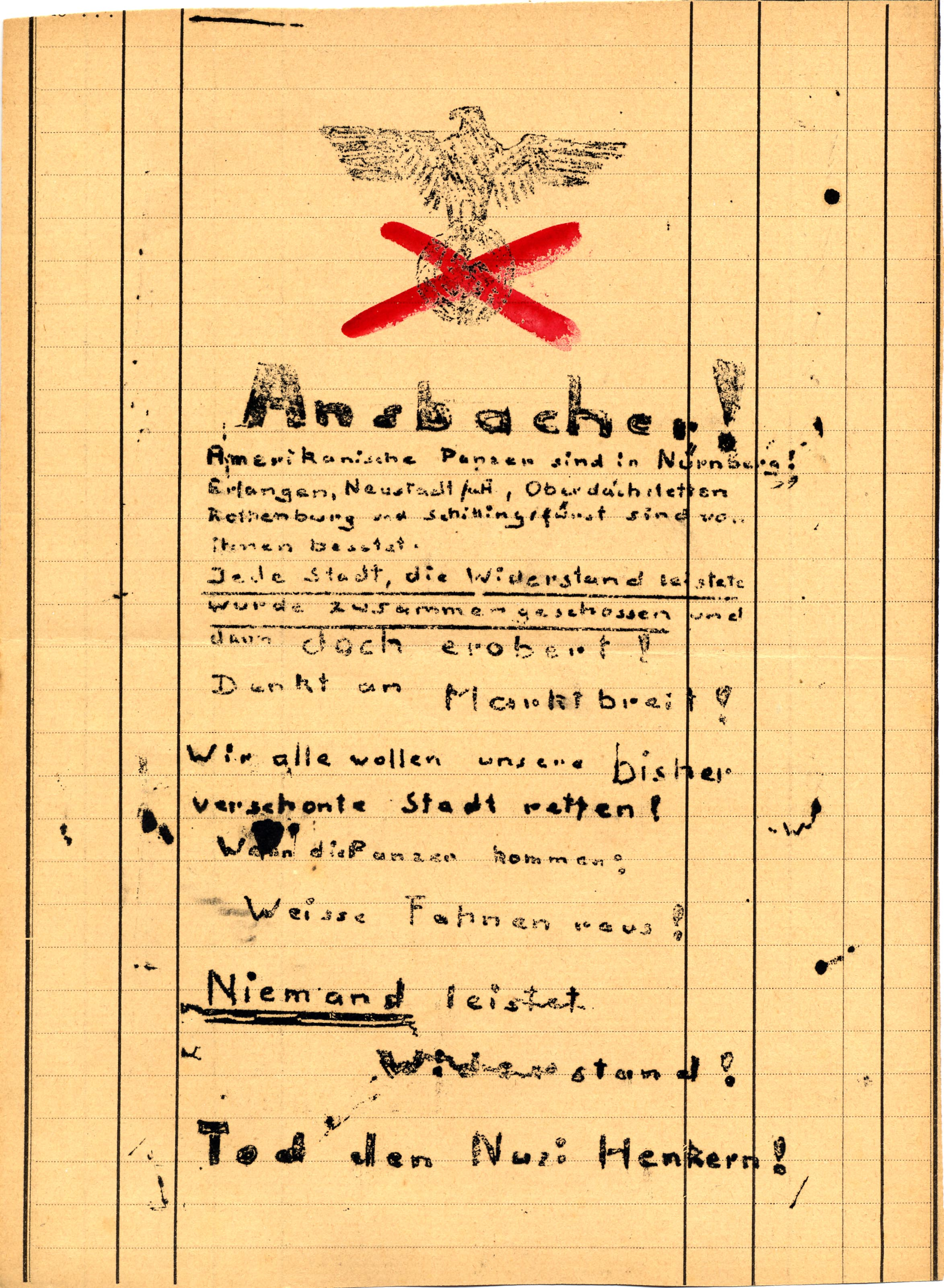
Flugblatt des Widerstandskämpfers Robert Limpert

Bei einer Weihnachtsfeier der NSDAP-Ortsgruppe in Neustadt an der Aisch 1929 bezeichnete der evangelische Ansbacher Pfarrer und Bekannte Adolf Hitlers Max Sauerteig (1867–1963) Jesus Christus als „größten Kämpfer“ und betonte unter anderem die Notwendigkeit eines gottgewollten und „rücksichtslosen Kampfes“ zur Rettung Deutschlands. Am 11. Juni 1934 wurde als Protestschreiben gegen die Barmer Theologische Erklärung von acht Theologen, darunter sechs fränkische Pfarrer und die beiden Theologieprofessoren Werner Elert und Paul Althaus, der Ansbacher Ratschlag unterzeichnet und veröffentlicht.
Aus der Heil- und Pflegeanstalt Ansbach wurden im Jahre 1940 im Rahmen der Tötungsaktion T4 mindestens 500 Patienten in die als psychiatrische Anstalten getarnten Mordanstalten Sonnenstein und Hartheim verschleppt und dort mit Gas getötet. In der Ansbacher Anstalt selbst wurden in einer „Kinderfachabteilung“ etwa 50 behinderte Kinder mit dem Präparat Luminal zu Tode gespritzt. Seit 1988 erinnert im Bezirksklinikum Feuchtwanger Straße 38 eine Gedenktafel an diese Todesopfer.
Beim Bombenangriff der United States Army Air Forces auf das Ansbacher Bahnhofsviertel am 22. und 23. Februar 1945 im Rahmen der „Operation Clarion“ wurden neben dem Bahnhof auch weite Teile des Hofgartens samt Orangerie sowie die Gebäude der damaligen Oberrealschule Ansbach, darunter das im 18. Jahrhundert entstandene Zocha-Schlößchen, zerstört.
Vom 13. März 1945 bis 4. April 1945, kurz vor dem Ende des Zweiten Weltkrieges in Deutschland, existierte im Ort ein Außenlager des KZ Flossenbürg, dessen 700 Häftlinge Zwangsarbeit für die Reichsbahn verrichten mussten. Täglich starben zwischen drei und fünf Häftlinge. Insgesamt kamen mindestens 62 ums Leben. Auf dem Waldfriedhof sind 58 KZ-Opfer begraben, wobei ungewiss ist, ob sie aus dem Ansbacher Lager stammen. Mit einem Gedenkstein wird ihrer dort gedacht.
Bei Kriegsende setzte sich der neunzehnjährige Student Robert Limpert aktiv für die kampflose Übergabe der Stadt an die US-Truppen ein. Durch Hitlerjungen verraten, wurde er vom Kampfkommandanten der Stadt, dem Oberst Ernst Meyer, persönlich am Tor des Rathauses aufgehängt. Mehrere Gedenkzeichen im Ort zur Erinnerung an seine geplante Rettertat konnten gegen große Widerstände aus Teilen der Bürgerschaft im Laufe der Jahre angebracht werden: An der Ludwigskirche, am Gymnasium Carolinum Reuterstraße 9 und an der Kronenstraße 6. Der Historiker Ian Kershaw beschrieb diese Vorgänge.

### 1945 bis zur Gegenwart

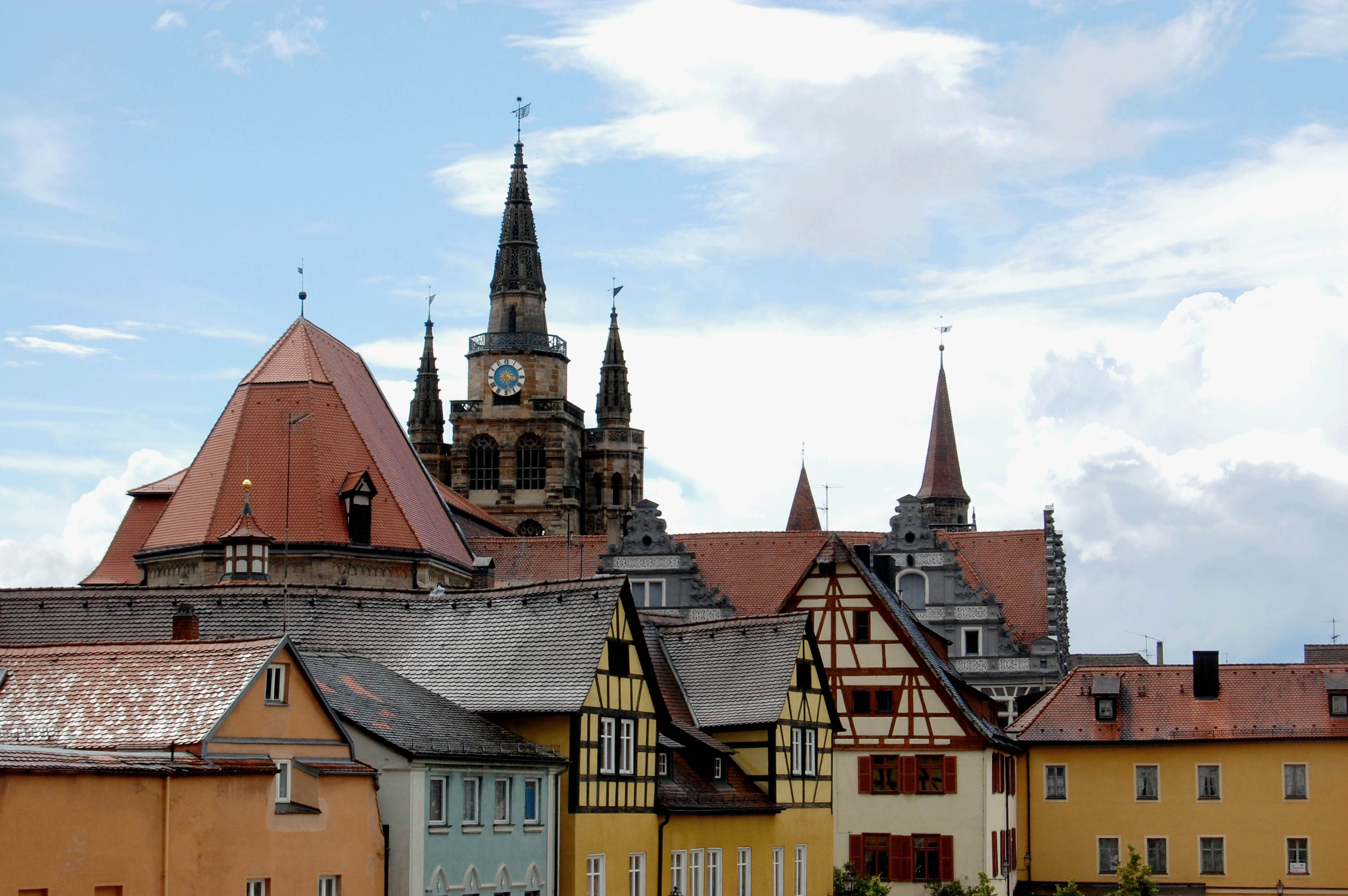
Altstadt von Ansbach mit Blick auf Häuserreihe an der Reitbahn, St. Gumbertus, Hofkanzlei und St. Johannis

Nach Ende des Zweiten Weltkriegs gehörte Ansbach zur Amerikanischen Besatzungszone. Das ehemalige markgräfliche Gesandtenhaus an der Promenade, heute Sitz des Ansbacher Verwaltungsgerichts, wurde Dienststelle der amerikanischen Militärregierung. In einer ehemaligen Lungenheilanstalt im heutigen Stadtteil Strüth richtete die Militärverwaltung im Januar 1946 ein DP-Lager zur Unterbringung von jüdischen Waisenkindern ein.
Ein weiteres DP-Lager folgte Anfang November 1946 in der Bleidorn-Kaserne und wurde Ende November 1946 bereits von mehr als 1.200 Displaced Persons bewohnt. In dem Lager entstand auch eine jüdische Gemeinde mit eigenem Gebetsraum (siehe: Geschichte des Judentums in Ansbach).
2009 ereignete sich der Amoklauf von Ansbach im örtlichen Gymnasium Carolinum, bei dem neun Schüler und eine Lehrerin verletzt wurden.
2016 wurden durch einen islamistischen Sprengstoffanschlag beim Musikfestival Ansbach Open, das jährlich auf dem Gelände der Ansbacher Reitbahn stattfindet, 15 Menschen verletzt. Der Täter starb.
Am 1. Juli 2018 fand in Ansbach der 13. Tag der Franken statt, der unter dem Motto „Essen in Franken“ stand.

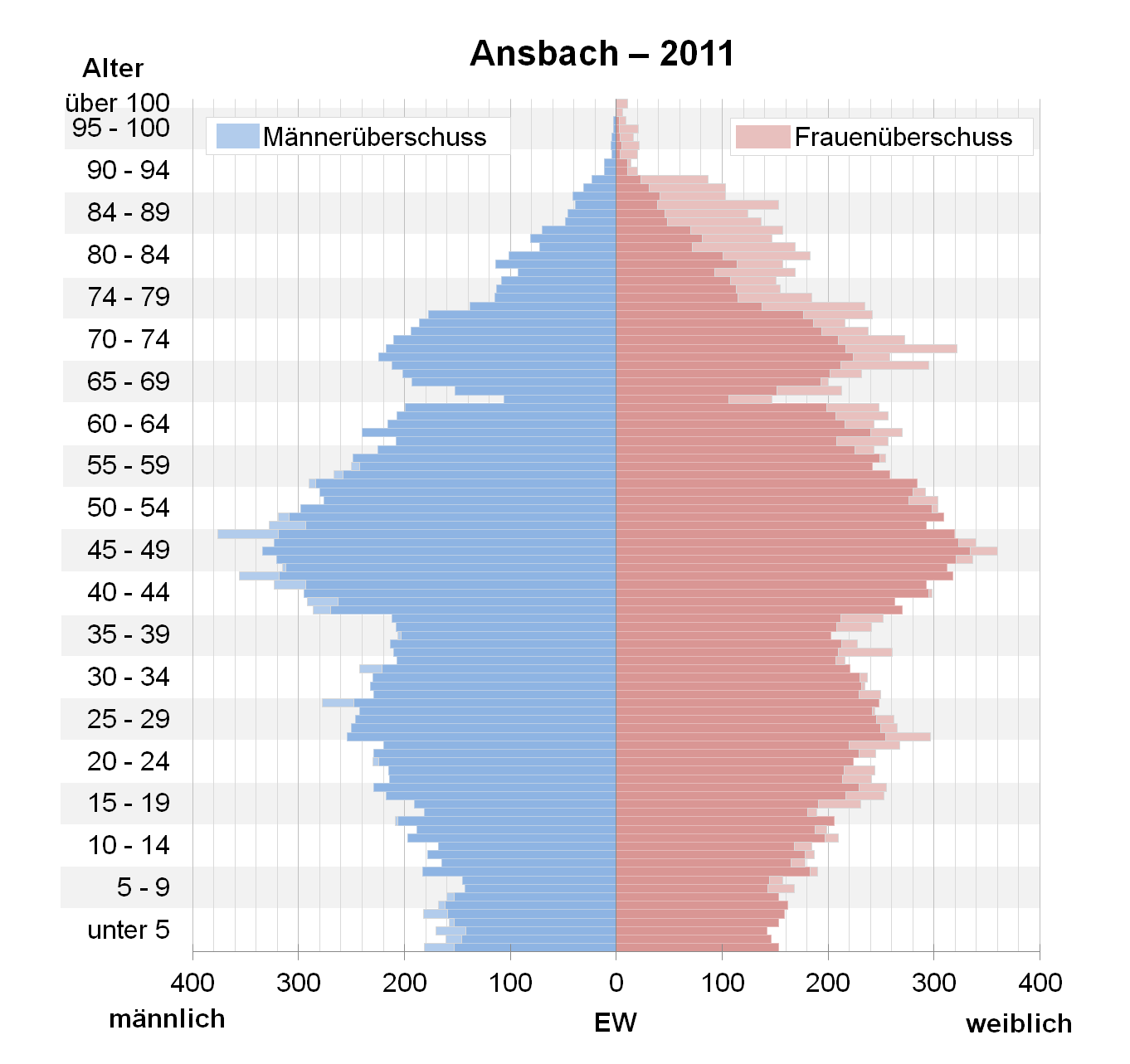
Bevölkerungspyramide für Ansbach (Datenquelle: Zensus 2011.)

Am 9. Juli 2021 trat die Fränkische Rezat mit einem Pegel von 4,29 Metern über die Ufer und verursachte ein Hochwasser.

### Eingemeindungen
Am 1. Oktober 1970 wurde Eyb mit seinen Gemeindeteilen Kaltengreuth, Pfaffengreuth und Untereichenbach nach Ansbach eingegliedert.
Nach der Gebietsreform in Bayern am 1. Juli 1972 blieb Ansbach als kreisfreie Stadt erhalten. Sie wurde durch Eingemeindung von sieben Gemeinden des Landkreises Ansbach und der Gemeinde Claffheim des Landkreises Feuchtwangen vergrößert:
- Bernhardswinden mit allen Gemeindeteilen (Deßmannsdorf, Kurzendorf und Meinhardswinden).
- Brodswinden mit allen Gemeindeteilen (Gösseldorf, Höfstetten, Wallersdorf und Wolfartswinden). Die Gemeinde Brodswinden wurde nach 1966 um ein Teil des gemeindefreien Gebiets Feuchtlach, einem Forstgebiet, erweitert.
- Claffheim mit allen Gemeindeteilen (Hohe Fichte und Winterschneidbach).
- Elpersdorf mit allen Gemeindeteilen (Dautenwinden, Dombach im Loch, Höfen, Käferbach, Liegenbach, Mittelbach, Oberdombach, Windmühle (bei Elpersdorf) und Wüstenbruck).
- Hennenbach mit allen Gemeindeteilen (Egloffswinden, Kammerforst, Katterbach, Obereichenbach und Wengenstadt).
- Neuses b. Ansbach mit allen Gemeindeteilen (Strüth und Wasserzell).
- Schalkhausen mit allen Gemeindeteilen (Dornberg, Geisengrund, Neudorf und Steinersdorf). Die Gemeinde Schalkhausen wurde nach 1966 um ein Teil des gemeindefreien Gebiets Feuchtlach erweitert.

Die Stadt Ansbach wurde 1972 Verwaltungssitz des neuen Landkreises Ansbach.

## Religionen

### Konfessionsstatistik
Der Anteil der Protestanten und Katholiken an der Gesamtbevölkerung sinkt. Gemäß dem Zensus 2022 waren mit Stand Mai 2022 42,4 % der Einwohner evangelisch, 19,8 % katholisch, und 37,8 % waren konfessionslos, gehörten einer anderen Glaubensgemeinschaft an oder machten keine Angabe.

### Christentum
Neben der Evangelisch-Lutherischen Kirche in Bayern und dem katholischen Stadtdekanat Ansbach innerhalb des Erzbistums Bamberg sind in Ansbach weitere christliche Gemeinschaften vertreten. Beispiele hierfür sind:
- Baptisten
- Evangelisch-methodistische Kirche
- Freie evangelische Gemeinde
- Landeskirchliche Gemeinschaft
- Missionsgemeinde Ansbach
- Neuapostolische Kirche
- Siebenten-Tags-Adventisten
- Volksmission entschiedener Christen

Es gibt in Ansbach zwei deutschsprachige Gemeinden der Zeugen Jehovas sowie eine russischsprachige Gemeinde. Gottesdienste werden zudem auf Rumänisch abgehalten.
Auch die Kirche Jesu Christi der Heiligen der Letzten Tage (Mormonen) ist in der Stadt vertreten.
Siehe auch: Liste der Pfarrhäuser in Ansbach

### Judentum

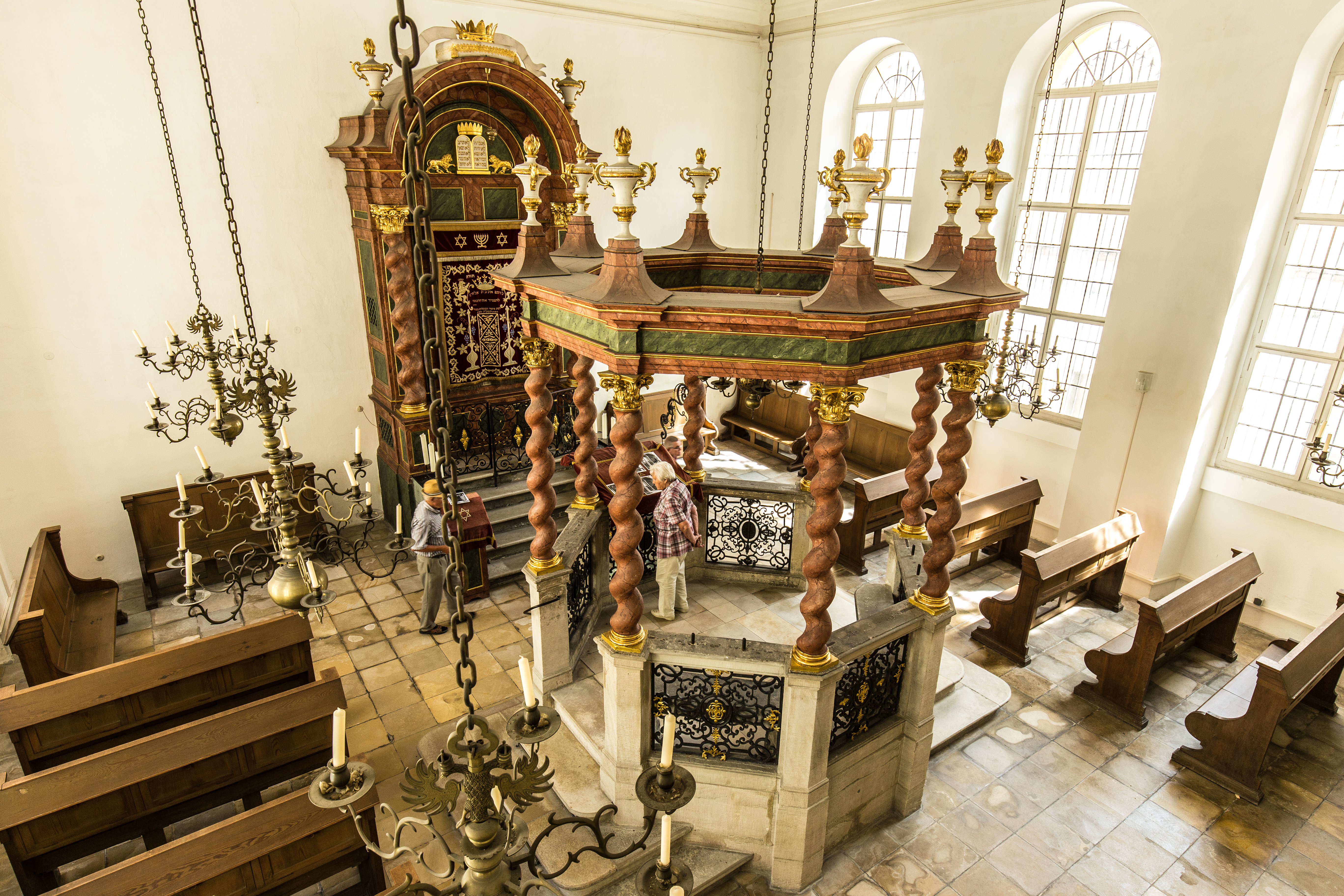
Innenansicht der Ansbacher Synagoge

Mindestens seit dem Ende des 18. Jahrhunderts waren jüdische Familien im Ort ansässig. Sie errichteten einen Jüdischen Friedhof in der Rügländer Straße, der während der nationalsozialistischen Gewaltherrschaft geschändet und eingeebnet wurde. 1946 wiederhergestellt, wurde er seither mehrmals erneut geschändet. Eine Tafel an der Friedhofsmauer erinnert daran. Die Jüdische Gemeinde erbaute von 1744 bis 1746 in der Rosenbadstraße 3 ihre Synagoge, die beim Novemberpogrom 1938 ebenfalls von SA-Männern geschändet, aber zum Schutz benachbarter Gebäude nicht niedergebrannt wurde.
Nach dem Ende des Zweiten Weltkriegs kamen mit den Displaced Persons (siehe 1945 bis zur Gegenwart) wieder viele jüdische Menschen in die Stadt. Bereits Ende November 1946 lebten in der zu einem DP-Lager umfunktionierten Bleidorn-Kaserne mehr als 1.200 jüdische Bewohner. Hier entstand eine bis 1956 existierende jüdische Gemeinde mit mehr als 200 Mitgliedern und mit einem in der Kaserne eingerichteten Gebetsraum. In Ansbach selber hatten bereits Anfang 1946 80 jüdische DPs das „Jüdische Komitee Ansbach“ gegründet und im Mai 1946 in der Synagoge eine Gedenkfeier für die in der Shoa umgekommenen Juden veranstaltet.
Auch wenn Anfang Juli 1949 die Synagoge nach dem Abschluss sämtlicher Renovierungsarbeiten wieder eingeweiht wurde und erneut als Gottesdienstraum genutzt wurde, kam es in Ansbach nicht mehr zur Gründung einer eigenständigen jüdischen Kultusgemeinde. Dies lag zum einen daran, dass nach der Gründung des Staates Israel im Jahre 1948 die Zahl der DPs schnell zurückging und nur eine kleine Anzahl von Juden in Ansbach zurückblieb. Darüber hinaus verhinderte aber auch die damalige antisemitische Atmosphäre in der Stadt die Gründung einer neuen Gemeinde.
1964 wurde die Synagoge zu einem „musealen und symbolischen Gotteshaus“ erklärt und unter die Obhut des Landesverbandes der Israelitischen Kultusgemeinden in Bayern gestellt. Die Innenausstattung mit dem Almemor (Bima) und der Toraschrein (Aron haKodesch) aus der Erbauungszeit blieben durch alle Veränderungen und Umnutzungen erhalten. Im Süden der Synagoge schließt sich das ehemalige Haus des Synagogendieners an sowie das ehemalige Haus des Schächters. Auch das Ritualbad (Mikwe) im Keller sind erhalten. Eine Gedenktafel im Vorraum erinnert an die Geschichte der Synagoge und an die jüdischen Einwohner, die in der Zeit des den Nationalsozialismus dem Holocaust zum Opfer fielen.

### Weitere Religionsgemeinschaften
Mit dem Zuzug von Gastarbeitern aus muslimisch geprägten Ländern gibt es auch einige muslimische Gemeinschaften. Seit 2005 gibt es zudem einen buddhistischen Tempel und seit 2007 eine hinduistische Gemeinde.

## Politik

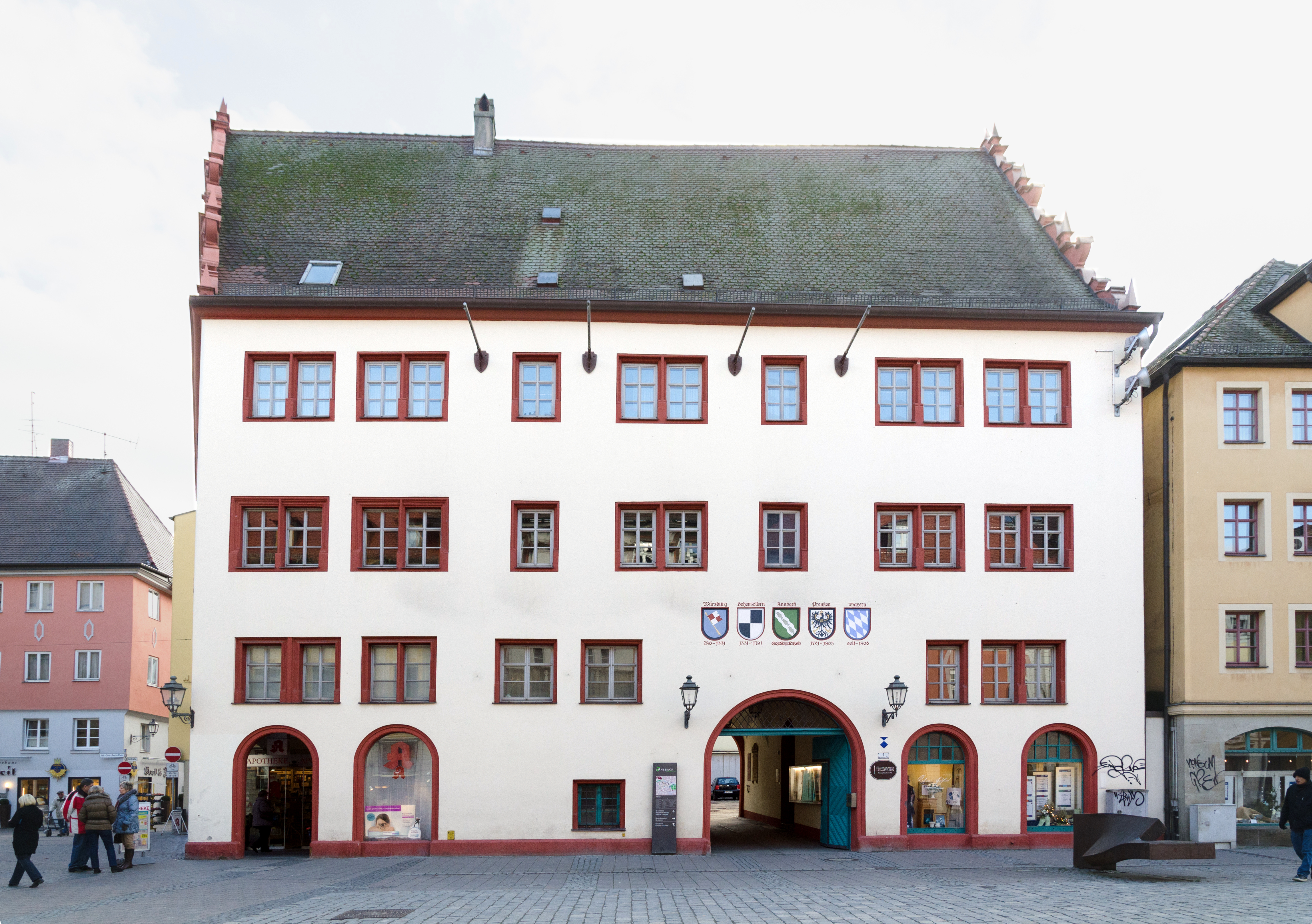
Das Ansbacher Rathaus

### Oberbürgermeister
- ?–1877: Wilhelm Mandel
- 1877–1905: Ludwig Keller (DFP)
- 1905–1919: Ernst Rohmeder
- 1919–1934: Wilhelm Borkholder (ab 1933 NSDAP)
- 1934–1945: Richard Hänel (NSDAP)
- 1945: Hans Schregle (SPD), eingesetzt von der US-Militärverwaltung
- 1945–1950: Ernst Körner (SPD)
- 1950–1952: Friedrich Böhner
- 1952–1957: Karl Burkhardt (CSU)
- 1957–1971: Ludwig Schönecker (CSU)
- 1971–1990: Ernst-Günther Zumach (CSU)
- 1990–2008: Ralf Felber (SPD)
- 2008–2020: Carda Seidel (parteilos)
- seit 1. Mai 2020: Thomas Deffner (CSU)

### Stadtrat
Die letzten Kommunalwahlen führten zu den folgenden Sitzverteilungen im Stadtrat:
| Parteien und Wählergruppen                   | 2002 | 2008 | 2014 | 2020 |
| -------------------------------------------- | ---- | ---- | ---- | ---- |
| CSU                                          | 16   | 13   | 12   | 11   |
| GRÜNE                                        | 2    | 5    | 4    | 5    |
| Bürgerinitiative Ansbacher Parteiloser (BAP) | 8    | 7    | 6    | 5    |
| SPD                                          | 11   | 9    | 8    | 5    |
| FREIE WÄHLER                                 | –    | 2    | 3    | 3    |
| Offene Linke Ansbach (OLA)                   | –    | 1    | 3    | 3    |
| ÖDP                                          | 3    | 3    | 4    | 3    |
| AfD                                          | –    | –    | –    | 3    |
| Die Ansbacher                                | –    | –    | –    | 2    |
| Summe                                        | 40   | 40   | 40   | 40   |

FREIE WÄHLER und Die Ansbacher haben nach der Wahl eine Fraktionsgemeinschaft gebildet.

### Wappen und Flagge
Wappen
| Wappen der kreisfreien Stadt Ansbach | Blasonierung: „In Grün ein silberner Schrägwellenbalken, belegt mit drei hintereinander schwimmenden blauen Fischen.“ |
| Wappen der kreisfreien Stadt Ansbach | Wappenbegründung: Die Stadt führt seit dem 14. Jahrhundert ein Wappen, in dem erstmals 1532 Wellenlinien auftauchen, die den Fluss Onolzbach darstellen. Fische werden seit 1530 als Wappenbestandteil erwähnt, sind aber erst seit Ende des 17. Jahrhunderts in Abbildungen gewöhnlich zu sehen. Bis ca. 1580 war die Feldfarbe Rot, seitdem ist es Grün. Das (rote) Wappen ohne Fische ist z. B. am Herrieder Tor und am Markgraf-Georg-Brunnen vor dem Stadthaus zu sehen. |

Flagge

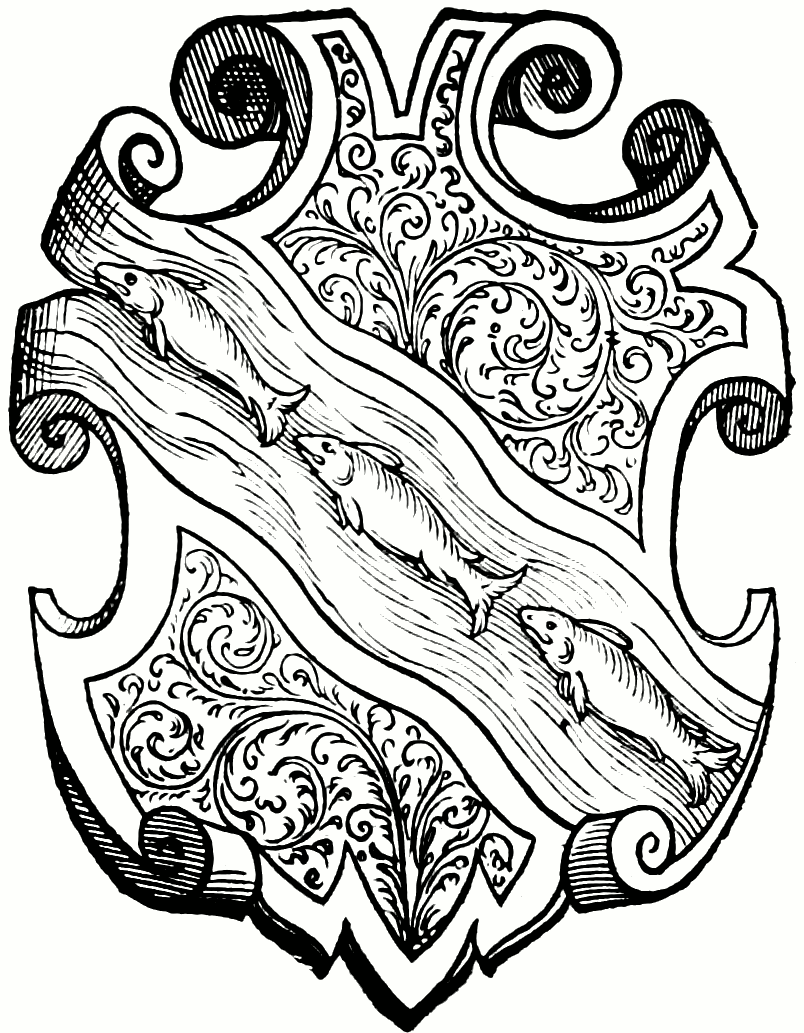
Wappen, ca. 1532
(Turnierbuch)

Flagge Ansbach

Ansbach hat seit dem 17. Jahrhundert eine weiß-grüne Gemeindeflagge.

### Städtepartnerschaften
Ansbach pflegt drei Städtepartnerschaften:
- Mit Bay City in den USA wurde schon 1960 eine Partnerschaft vereinbart.
- Seit dem 1. September 1968 besteht die Partnerschaft mit der Stadt Anglet in Frankreich.[49]
- 2006 kam mit der italienischen Stadt Fermo eine weitere Partnerschaft hinzu.
- Zudem gibt es eine Regionalpartnerschaft der Städte Ansbach, Dinkelsbühl, Feuchtwangen und Rothenburg ob der Tauber sowie des Landkreises Ansbach mit der chinesischen Stadt Jingjiang.

### Patenstadt
Ansbach ist seit dem 21. Juni 1954 Patenstadt von Krnov (Jägerndorf) in Tschechien. Die Patenschaft entstand hauptsächlich aus der alten geschichtlichen Verbindung mit dem Herzogtum Jägerndorf und aus den Bemühungen des Freistaates Bayern, die Sudetendeutschen wirtschaftlich, kulturell und sozial einzugliedern. Der Gründer des Jägerndorfer Heimatarchivs in der Patenstadt Ansbach, Professor Ernst Kober, geboren am 4. September 1885 in Deutsch Liebau in Mähren, verstarb am 30. November 1963 in Ansbach und wurde am Stadtfriedhof beerdigt. Er war der Vater der Patenschaft. Zusammen mit dem Fachlehrer Konorza, der 1953 über den Bund der Vertriebenen (BdV) in den Ansbacher Stadtrat gewählt wurde, konnte unter dem damaligen Oberbürgermeister Burkhardt – dem späteren Regierungspräsidenten – der Weg zur Patenschaft vorbereitet werden.
In den Jägerndorfer Heimatstuben im Rückgebäude des alten Rathauses am Martin-Luther-Platz sind in sechs Räumen Exponate aus der Geschichte des Herzogtums Jägerndorf zu besichtigen. Das Jägerndorfer Heimatarchiv befindet sich im Kulturzentrum (Stadtarchiv) am Karlsplatz.

### Aktivismus
In Ansbach gibt es verschiedene politisch aktive Gruppierungen. Das Bunte Bündnis Ansbach organisiert Demonstrationen im Rahmen von Fridays for Future und unterstützte vom Ansbacher Jugendrat organisierte Aktionstage wie den Winter CSD. Die Ansbacher Jugend setzt sich für eine lebenswerte innovative Zukunft ein. Für mehr Fahrradinfrastruktur treten diverse Ortsverbände ein. Gegen Umweltverschmutzung und Lärmbelästigung durch die Nähe der US-Kaserne im Gemeindeteil Katterbach kämpft die Bürgerinitiative „Etz Langt’s“.

## Kultur und Sehenswürdigkeiten

### Theater und andere Einrichtungen
- Theater Ansbach
- Kammerspiele Ansbach
- Theater Kopfüber
- LOFT. Raum für Kunst & Gegenwart
- Historischer Verein für Mittelfranken e. V.; erforscht und bewahrt die Geschichte des mittelfränkischen Raumes unter besonderer Berücksichtigung Ansbachs. Gegründet 1830[57]
- Kulturforum Ansbach e. V.: fördert die kulturelle Vielfalt in Ansbach, mit dem Fokus auf Kreativität und Eigeninitiative. Entstanden 2019 aus Kulturverein Speckdrumm (gegründet 1986) und Kunstverein Brücke '92 (gegründet 1992). Vereint die Abteilungen Baukultur, Interkultur, JUKS (Junge Kunstschule), Kunst, Literatur, Musik und Natur[58]

### Museen
- Das Markgrafenmuseum wurde 1932 gegründet und befindet sich seit 1961 im denkmalgeschützten Schnitzleinshof. Es hat Kaspar-Hauser-Abteilung und eine Sammlung zu den Markgrafen.

### Bauwerke
- Residenz der Markgrafen zu Brandenburg-Ansbach

Die Residenz entwickelte sich aus einer mittelalterlichen Anlage. Um 1400 entstand die große Gotische Halle mit ihrem Kreuzrippengewölbe. Hier ist die größte Sammlung von Fayencen und Porzellan aus der ehemaligen Ansbacher Manufaktur ausgestellt. Die letzten Umbauten erfolgten zwischen 1705 und 1730, die Innenausstattung stammt aus der Zeit zwischen 1734 und 1745 (Architekt Leopoldo Retti). Da der letzte Markgraf von Brandenburg-Ansbach 1791 die Residenz bei seiner Abdankung dem Königreich Preußen übergab, war das Schloss ab diesem Zeitpunkt kein Herrschersitz mehr, die Räume wurden nicht mehr nach dem Zeitgeschmack modernisiert und sind deshalb weitgehend unverändert erhalten. Sehenswert sind das Deckenfresko von Carlo Carlone im Festsaal, die Gemäldegalerie des Rokoko, Gemälde aus der ehemaligen markgräflichen Galerie und eine Sammlung Meißner Porzellan im Spiegelkabinett.

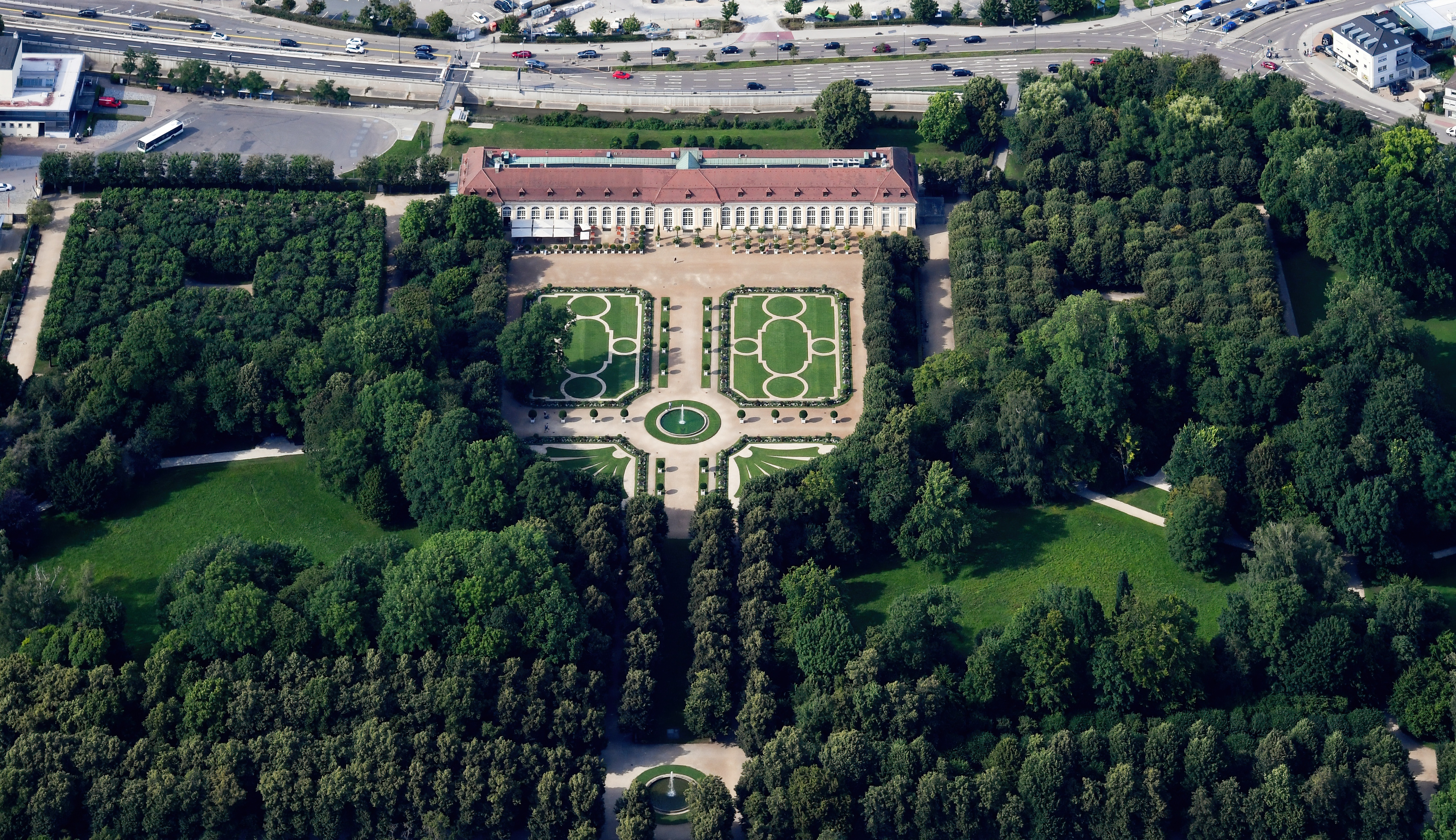
Die Orangerie, davor der Hofgarten

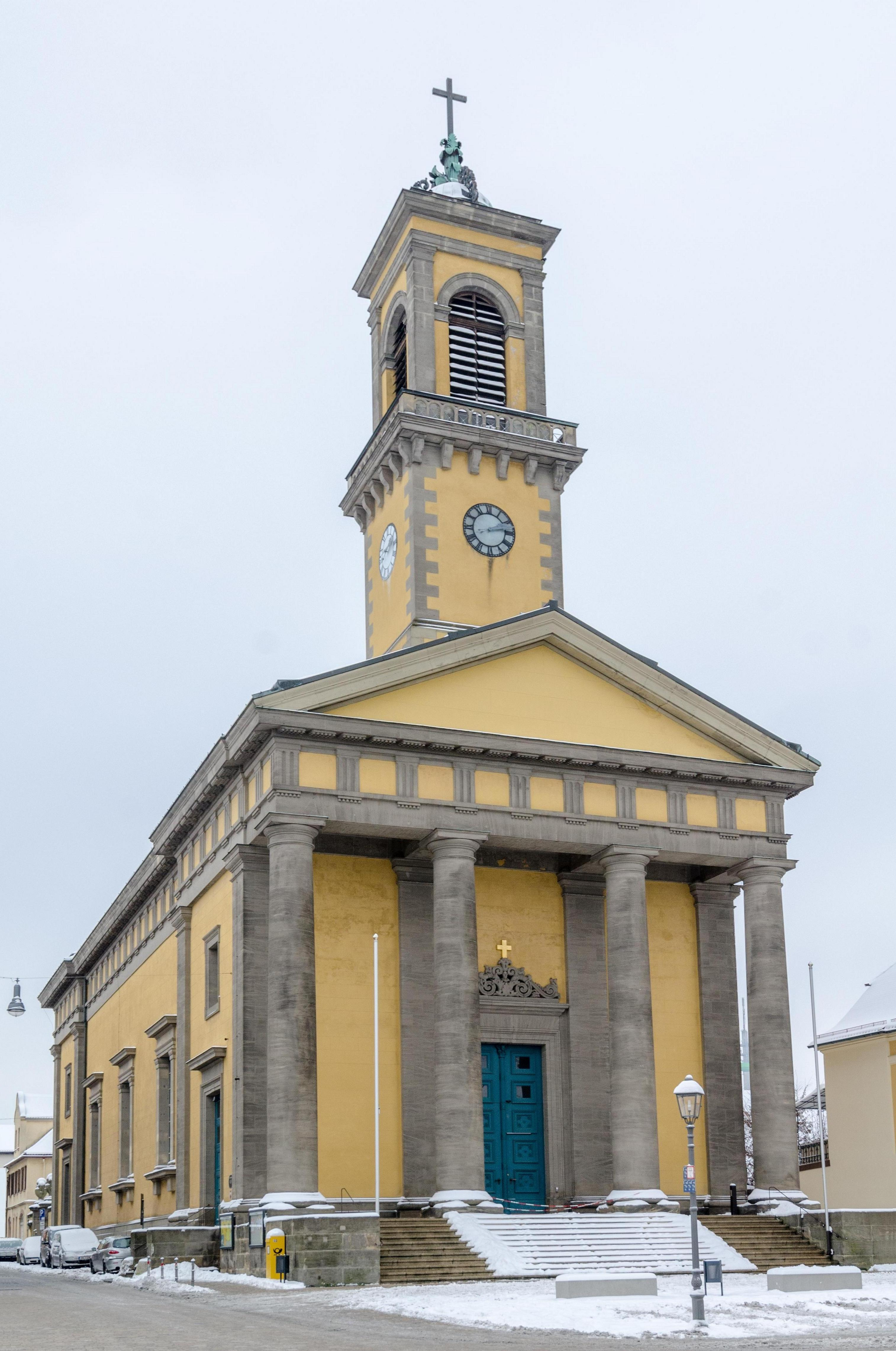
Katholische Kirche St. Ludwig

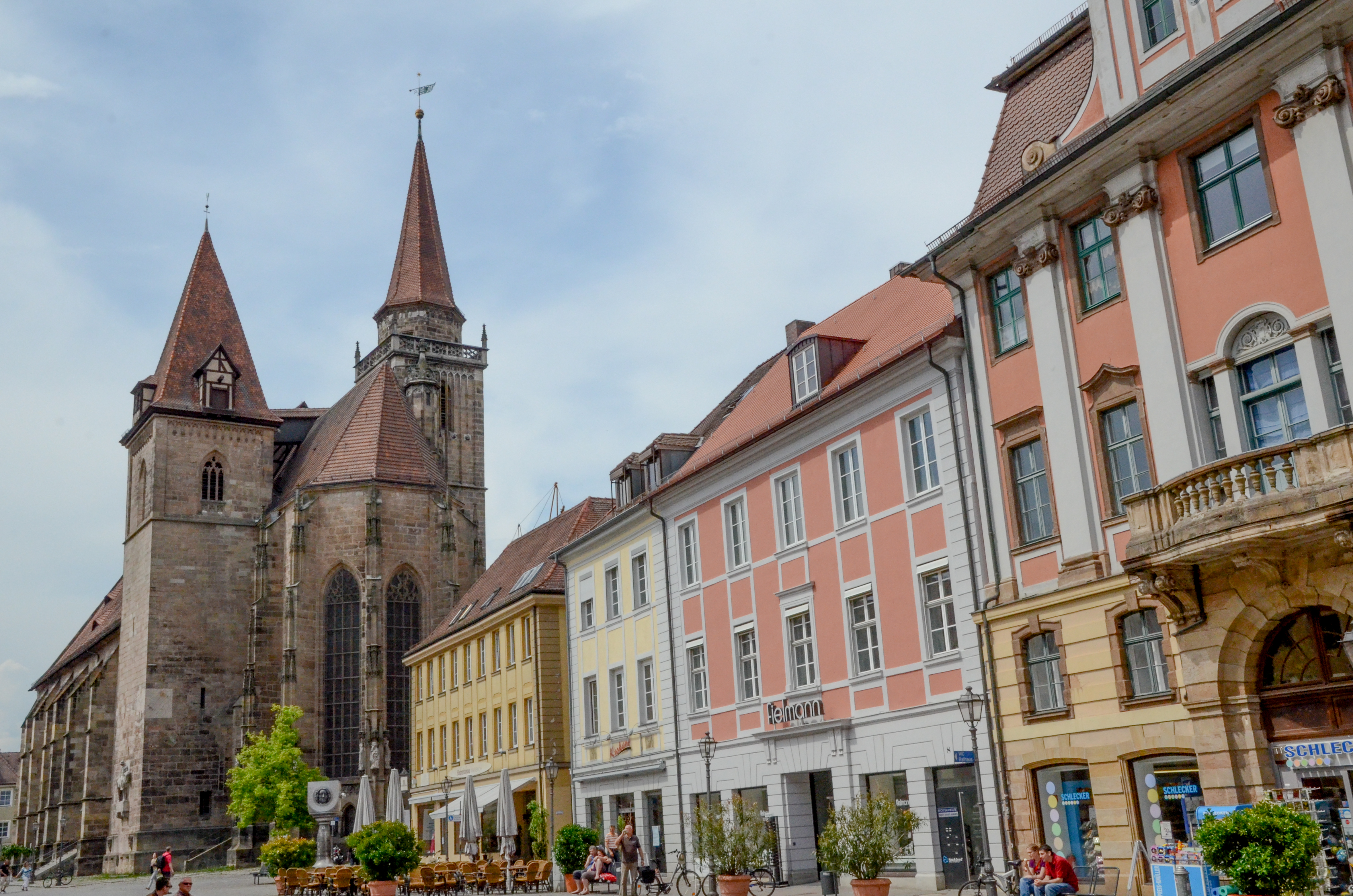
Martin-Luther-Platz mit St. Johannis

- Orangerie im markgräflichen Hofgarten

Erste Erwähnung einer Gartenanlage findet sich Anfang des 16. Jahrhunderts im Kräuterbuch von Leonhart Fuchs. 1596 wird hier ein Lust- und Opernhaus errichtet, das in den 1720er Jahren durch eine Orangerie ersetzt wird. Zwischen 1723 und 1750 folgt die Umgestaltung der Anlage zu einem Barockgarten. Im Zweiten Weltkrieg werden Orangeriegebäude und Garten stark zerstört und später im Stil des 17. und 18. Jahrhunderts wieder aufgebaut. Heute befindet sich hier auch wieder ein Kräutergarten mit vielen Heilpflanzen sowie ein Zitrushaus zur Überwinterung der Kübelpflanzen.
- St.-Gumbertus-Kirche

An der Stelle des heutigen Kirchengebäudes, dem Zusammenfluss von Onoldsbach und Rezat, gründete der fränkische Edelfreie Gumbert 748 ein Benediktinerkloster. In der Folgezeit entstand um das Kloster eine Siedlung, aus der sich die Stadt Onoldsbach/Ansbach entwickelte. Der Sakralbau vereint in sich die wechselnden Baustilepochen des 11. – 18. Jahrhunderts. Ältester Teil der Kirche ist die romanische Krypta unter dem Altar (um 1040). Das nördliche Seitenschiff mit der Georgskapelle stammt aus dem 14. Jahrhundert, die Schwanenritterkapelle aus dem frühen 16. Jahrhundert. Der Glockenturm wurde 1594, das barocke Kirchenschiff 1738 errichtet. Die Gumbertuskirche besitzt zudem die größte Barockorgel im fränkischen Raum. Unter der Kirche befindet sich die Gruft der Markgrafen von Ansbach.
- der Behringerhof, ehemalige Küsterei des Gumbertus-Stifts[28]
- ehemalige markgräfliche Hofkanzlei, 1594–97 von Gideon Bacher anstelle vormaliger Stiftsgebäude von St. Gumbertus errichtet[28]
- St.-Johannis-Kirche, im 15. Jahrhundert in einheitlichem gotischem Stil errichtet, ehemals Stadtkirche der mittelalterlichen Pfarrei Ansbach
- Ludwigskirche, im Stil des Münchner Klassizismus, erbaut 1834–1840 von Leonhard Schmidtner
- Katholische Christ-König-Kirche, Oktogonbau aus Beton und Glas, 1962–1965 im Rügländerviertel errichtet.
- Synagoge, erbaut in den 1740er Jahren, in der Reichspogromnacht 1938 nicht zerstört

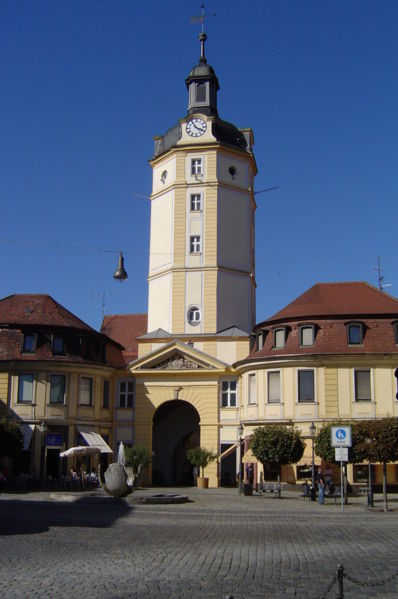
Herrieder Tor, erbaut im 18. Jahrhundert von Johann David Steingruber (2006)

- Herrieder Tor, ehemaliges Stadttor, erbaut im 15. Jahrhundert, 1750/51 umgestaltet zur heutigen Form
- Gymnasium Carolinum, gegründet 1528 und damit zweitältestes nichtklösterliches Gymnasium Bayerns
- Bauten von Leopoldo Retti, darunter das als sein eigenes Wohnhaus geplante Retti-Palais
- Denkmal für August Graf von Platen von Johann von Halbig
- Kaspar-Hauser-Denkmal
- Denkmal für Johann Peter Uz im Hofgarten
- Fernmeldeturm (Typenturm FMT 16, Höhe: 137,5 Meter, für die Öffentlichkeit nicht zugänglich)
- Bismarckturm, 1903 errichteter 12,7 m hoher Aussichtsturm auf der Kaiserhöhe[59]
- ehemaliges Warnamt IX mit Bunkeranlage bei Ansbach-Claffheim, nicht für die Öffentlichkeit zugänglich
- Schwarzer Bock, denkmalgeschütztes historisches Gasthaus und Hotel
- ehemaliges Witwenhaus
- der Eybhof, Geburtshaus von Theodor Escherich, ältestes privates Steinhaus in Ansbach[28]

### Schutzgebiete
In Ansbach gibt es ein Naturschutzgebiet, zwei Landschaftsschutzgebiete und drei ausgewiesene Fauna-Flora-Habitat-Gebiete (Stand März 2016).

### Naturdenkmäler
- Etwa 500 Jahre alte Kreuzeiche, nordwestlich von Ansbach bei Hürbel am Rangen.

### Skulpturenmeile
Ansbach ist reich an Skulpturen. Kunst im öffentlichen Raum hat sich durch die Veranstaltungsreihe „Skulpturenmeile“ sehr gut entwickelt und zeigt heute im Stadtbild zahlreiche Objekte.
Liste der Künstler:
- 2003: Jürgen Goertz (Skulpturen), Christa Goertz (Bilder) (Thema: Ansbach beflügelt …)
- 2004: Thomas Röthel, Bettina Schlüsselburg
- 2005: Claude Viseux
- 2006: Walter Kopp
- 2007: Kurt Laurenz Metzler
- 2008: Quirin Mayer
- 2009: Ernst Steinacker
- 2011: Rolf Szymanski
- 2013: Ottmar Hörl (Thema: Installationsprojekt Der Künstler Kaspar Hauser)
- 2015: Dietrich Klinge (Thema: Orte)
- 2017: Herbert Mehler, Thomas Röthel (Thema: Stahlwelten)
- 2019: Antje Tesche-Mentzen (Thema: Musik aus Bronze)
- 2023: Martin Steinert (Thema: Alles im Fluss)

### Sport
Deutschlandweit bekannt wurde Ansbach in den 60er Jahren, als der TSV 1860 Ansbach zwischen 1960 und 1962 zweimal die deutsche Feldhandball-Meisterschaft gewann. Die Basketballabteilung spielte als hapa Ansbach in der ProB-Liga (dritte Spielklasse), war zuvor aber auch zweitklassig. Des Weiteren wurden die Ansbacher Grizzlies 1981, 1982 und 1985 Deutscher Meister im American Football. Ansbach war zudem mehrmals Etappenort bedeutender deutscher Radrennen. In den Jahren 2000 und 2003 endete jeweils eine Etappe der Deutschland Tour in Ansbach, 2001 war die Bayern-Rundfahrt zu Gast in der Residenzstadt.
2021 bewarb sich die Stadt als Host Town für die Gestaltung eines viertägigen Programms für eine internationale Delegation der Special Olympics World Summer Games 2023 in Berlin. 2022 wurde sie als Gastgeberin für Special Olympics Laos ausgewählt. Damit wurde sie Teil des größten kommunalen Inklusionsprojekts in der Geschichte der Bundesrepublik mit mehr als 200 Host Towns.
Liste bedeutender Sportvereine
- SpVgg Ansbach 09 (Fußball, Karate, Tennis, Pétanque)
- Ansbach Grizzlies (American Football)
- Ansbach Margraves (American Football)
- Radsportgemeinschaft Ansbach (Radsport, Radwandern, Triathlon/Duathlon)
- Judo-Team Ansbach (Judo)
- TSV 1860 Ansbach (Basketball als hapa Ansbach Piranhas, Handball, Leichtathletik, Tennis, …)
- TSV Fichte Ansbach (Fußball, Tennis, …)
- HG Ansbach (Handball, Handballgemeinschaft der Vereine TSV 1860 Ansbach und TSV Fichte Ansbach)
- ESV Ansbach-Eyb (Fußball, Tennis, …)
- SV Schalkhausen (Fußball, Tennis, …)
- TSV Brodswinden (Fußball, Tennis, …)
- TSV Elpersdorf (Fußball, Tennis, …)
- SV Meinhardswinden (Fußball)

### Regelmäßige Veranstaltungen

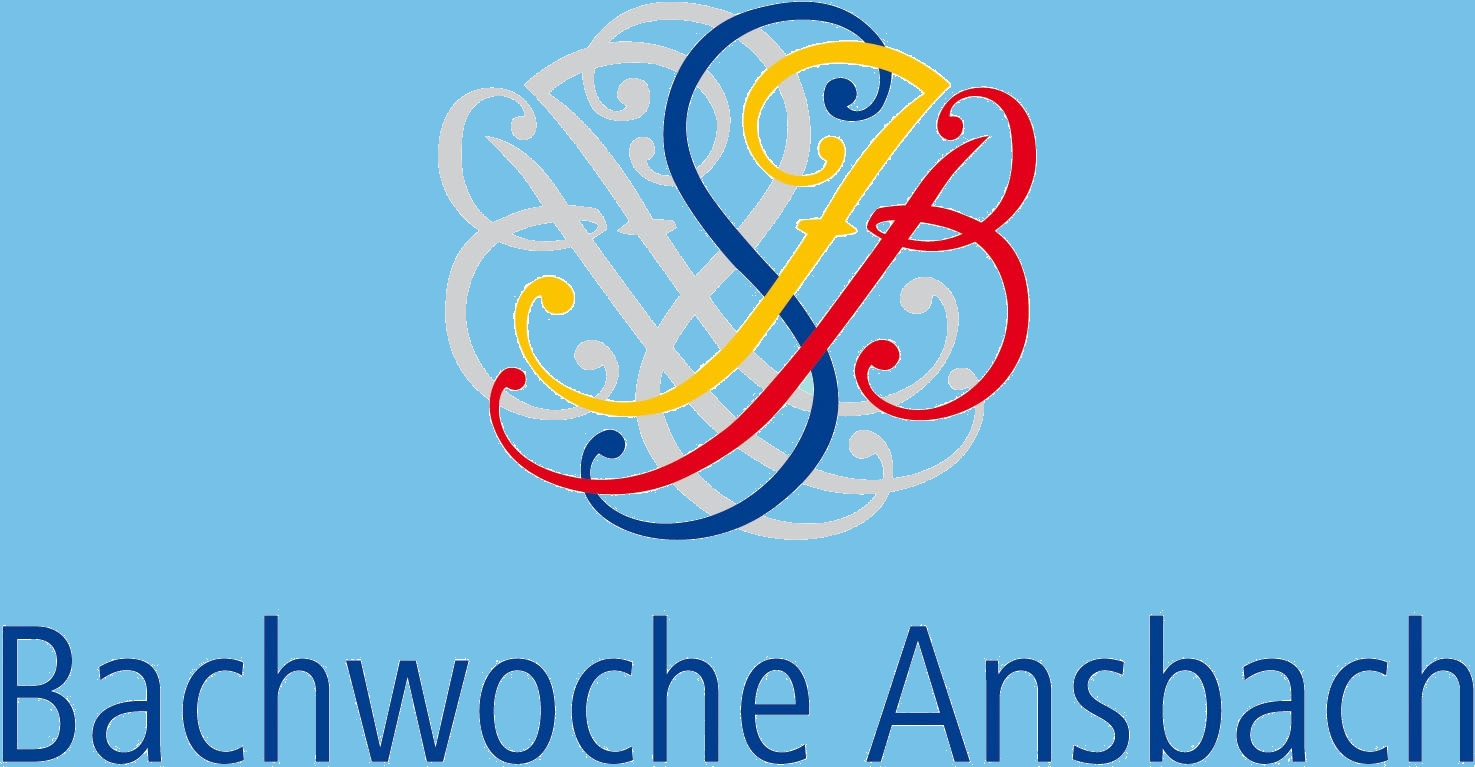
Logo der Bachwoche

- Kontakta Ansbach, Freizeit- und Verbrauchermesse (pausiert)
- LeseLust (jährlich, April)
- Frühlingsfest (jährlich) / Kirchweih (pausiert 2024)
- Altstadtfest (jährlich, Mai/Juni)
- Kulturabend der Hochschule (jährlich, Juni)
- Rokoko-Festspiele (alle zwei Jahre, Juni/Juli)
- Kinderfest
- Grüne Nacht
- Kunst im öffentlichen Raum (zweijährlich)
- Ansbach Open (Juli)
- Kaspar-Hauser-Festspiele (zweijährlich in geraden Jahren, Juli/August)
- Bachwoche Ansbach (zweijährlich in ungeraden Jahren, Juli/August)
- Ansbach Contemporary – Biennale für zeitgenössische Kunst (pausiert)
- Ansbacher Bardentreffen (jährlich, Juli)
- LesArt, Lesungen bekannter Autoren an verschiedenen Orten; neben Ansbach in Fürth, Lauf an der Pegnitz und Schwabach (jährlich, November)
- Erlanger Universitätstage (jährlich, November)
- Kneipenjagd (jährlich, April)
- Weihnachtsmarkt (jährlich, November/Dezember)

## Wirtschaft und Infrastruktur
Im Jahre 2016 erbrachte Ansbach, innerhalb der Stadtgrenzen, ein Bruttoinlandsprodukt (BIP) von 2,325 Milliarden €. Das BIP pro Kopf lag im selben Jahr bei 56.230 € (Bayern: 44.215 €, Deutschland 38.180 €) und damit deutlich über dem regionalen und nationalen Durchschnitt. In der Stadt gab es 2016 ca. 36.900 erwerbstätige Personen. Die Arbeitslosenquote lag im Dezember 2018 bei 3,4 % (im Landkreis Ansbach betrug sie 2,1 %).
Im Zukunftsatlas 2019 belegte die kreisfreie Stadt Ansbach Platz 51 von 401 Landkreisen und kreisfreien Städten in Deutschland und zählt damit zu den Orten mit „hohen Zukunftschancen“.

### Unternehmen
Die Stadt ist bekannt für ihre kunststoffverarbeitenden Unternehmen (Oechsler AG, Heinlein Plastik u. a.) und die Automobilzulieferindustrie. Die Robert Bosch GmbH im Ortsteil Brodswinden ist mit ihren ca. 2500 Mitarbeitern einer der wichtigsten Arbeitgeber im Raum Ansbach. Mit der Pigrol Farben GmbH, die im Jahr 2002 die Kulba Bauchemie übernommen hat, ist in Ansbach ein namhafter Holz- und Bautenschutzhersteller beheimatet. In Ansbach-Eyb hat die zum Diehl-Konzern gehörende Diehl Metering GmbH (bis 30. September 2014 Hydrometer GmbH), ein weltweit bekannter Hersteller von Wasser- und Wärmezählern, ihren Hauptsitz. Nordwestlich der Altstadt befindet sich das 1997 errichtete Einkaufszentrum Brücken-Center. Ebenfalls steht in Ansbach die Fabrik für die weltweite BiFi-Produktion der Minisalamis. Seit 2022 ist das weltweit tätige IT- und Business-Consulting-Unternehmen CGI (Unternehmen) mit einer Niederlassung mit 100 Mitarbeitern und einem Innovation Lab für Künstliche Intelligenz vertreten.

### Verkehr

#### Straßenverkehr
Ansbach liegt an der Bundesautobahn 6 und ist über die Anschlussstellen Ansbach, Herrieden / Ansbach-West und Lichtenau zu erreichen. Ferner führen die Bundesstraße 13 und die Bundesstraße 14 durch das Stadtgebiet. Lokale Sperrungen durch Bauarbeiten oder sonstigen Einschränkungen gibt die Stadt Ansbach auf ihrer Website zentral zusammengefasst bekannt.
Am 1. Juli 1956 wurde der Stadt bei der Einführung der seitdem gültigen Kfz-Kennzeichen das Unterscheidungszeichen AN zugewiesen. Es wird durchgängig bis heute ausgegeben und auch vom Landkreis Ansbach verwendet.
Der Verein Carina e. V. setzt sich aktiv für die Verbreitung von Carsharing in Ansbach ein. Der Name des Vereins leitet sich aus Carsharing in Ansbach ab. Das Angebot besteht in Kooperation mit einem lokalen Autoverleih.

#### Schienenverkehr

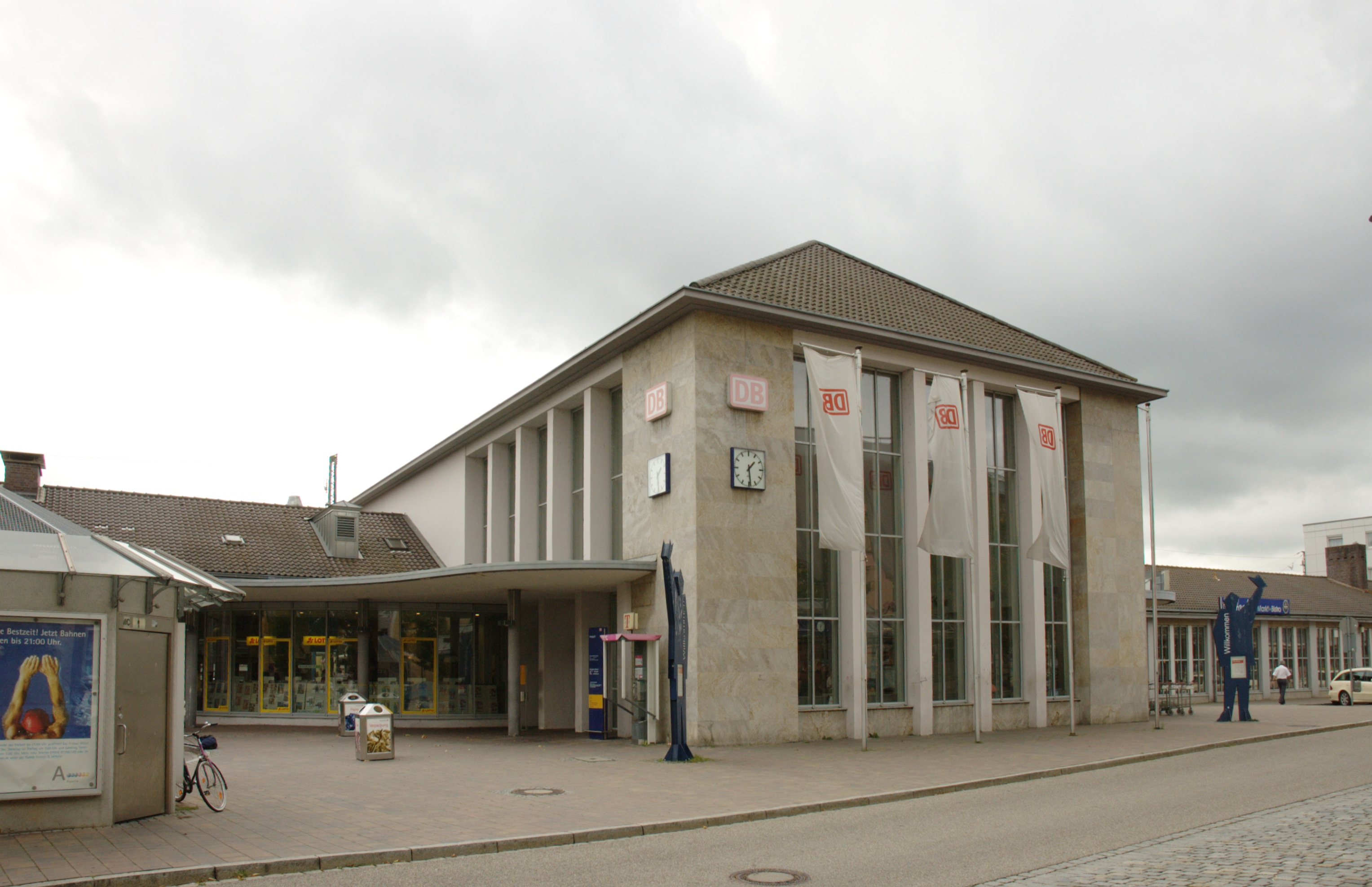
Bahnhof Ansbach

Der Bahnhof Ansbach ist ein Knotenbahnhof und liegt an den Bahnstrecken Nürnberg – Crailsheim und Treuchtlingen – Würzburg. Der einzige Personenbahnhof der Stadt ist Fernverkehrshalt und wird zweistündlich von Intercity-Zügen in Richtung Stuttgart / Karlsruhe bzw. Nürnberg bedient. Vereinzelt verkehren auch Intercity-Verbindungen nach Hamburg-Altona und München bzw. Berchtesgaden.

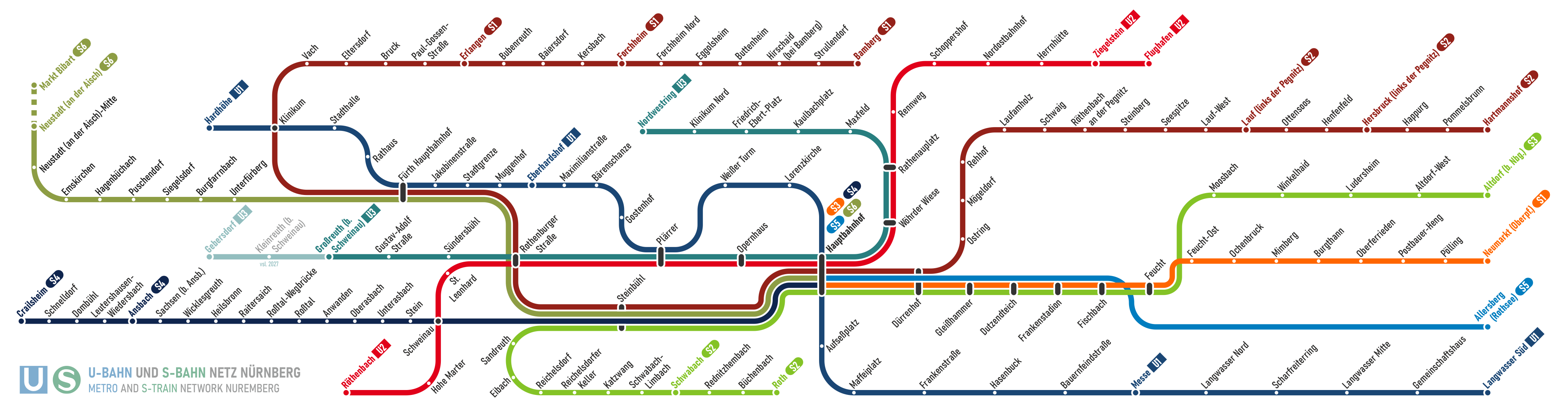
Ansbach ist Ausgangsbahnhof der S-Bahnlinie S4 Richtung Nürnberg Hauptbahnhof

Über die Bahnstrecke Nürnberg-Crailsheim ist Ansbach als Teil des Verkehrsverbundes Großraum Nürnberg mit der Linie S4 an das Schnellverkehrsnetz der Metropolregion Nürnberg angeschlossen.

#### Flugverkehr
Der Flugplatz Ansbach-Petersdorf ist ein kleiner Flugplatz zwischen den Nachbargemeinden Bruckberg und Weihenzell.
Der nächste internationale Flughafen befindet sich in Nürnberg.

#### Öffentlicher Nahverkehr
Der städtische Busverkehr mit sieben Linien wird von der Ansbacher Bäder und Verkehr GmbH betrieben. Diese ist Mitglied im Verkehrsverbund Großraum Nürnberg (VGN).

#### Rad- und Wanderwege
Durch Ansbach führen Abschnitte des Altmühltalradwegs und des Fränkischen Wasserradwegs.
In Ansbach startet der Europäische Wasserscheideweg, der entlang der europäischen Hauptwasserscheide über die Frankenhöhe in 5 Etappen nach Schnelldorf führt. Hier endet der Fernwanderweg Ansbacher Weg aus Burgfarrnbach des Fränkischen Albverein.

### Medien

#### Printmedien und Internet
- Fränkische Landeszeitung (FLZ), Tageszeitung im Verbund mit den Nürnberger Nachrichten (NN); mit dem Anzeigenblatt Woche im Blick (WiB)
- Fränkischer.de – Das Online-Nachrichtenportal für Stadt und Landkreis Ansbach
- WochenZeitung (WZ)
- ANBLICK – Das Stadtmagazin für Ansbach und Umgebung
- KASPAR – Das Stadtmagazin der Hochschule Ansbach
- Ansbach Plus, ein Online-Magazin[71]

#### Rundfunk und Sendeanlagen

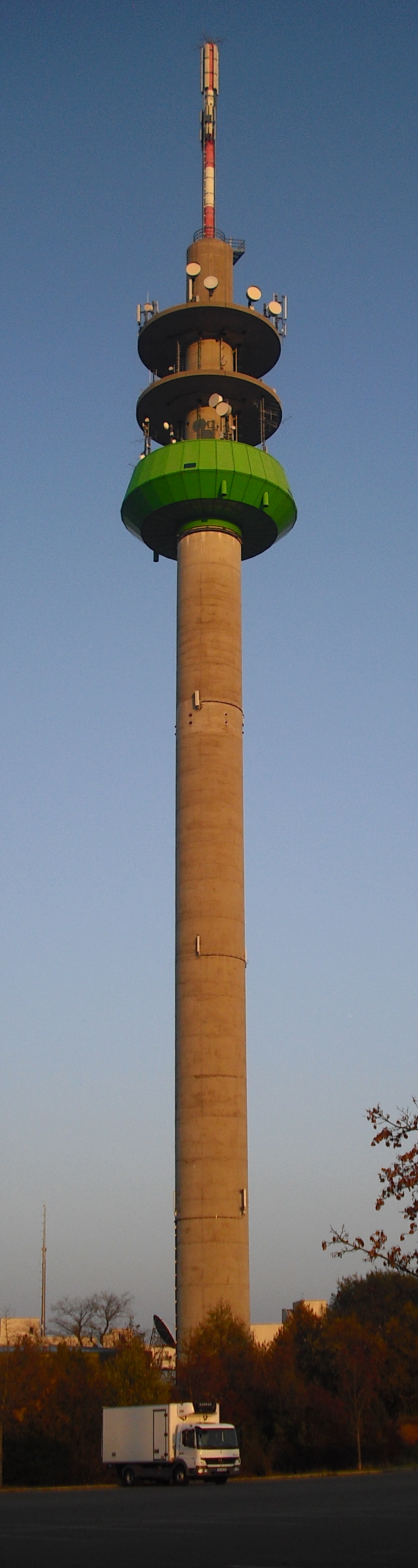
Sender Ansbach (2011)

In Ansbach sind die Hörfunkprogramme Radio 8 und Radio Galaxy ansässig.
Ansbach ist Standort dreier Sendeanlagen:
- Sender Ansbach auf der Ludwigshöhe,
- Senderstandort Katterbach der amerikanischen Truppen,
- Senderstandort Galgenmühle.

| Frequenz (MHz)                                             | Programm                | RDS PS  | Regionalisierung | ERP (kW) | Sendediagramm rund [ND]/gerichtet [D] | Polarisation horizontal [H]/vertikal [V] |
| ---------------------------------------------------------- | ----------------------- | ------- | ---------------- | -------- | ------------------------------------- | ---------------------------------------- |
| Vom Sender Ansbach/Ludwigshöhe abgestrahlte Radioprogramme |                         |         |                  |          |                                       |                                          |
| 89,4                                                       | Radio 8                 | RADIO 8 | –                | 0,5 kW   | ND                                    | H                                        |
| 105,8                                                      | Radio Galaxy            | GALAXY  | Ansbach          | 0,1 kW   | D                                     | H                                        |
| Vom Sender Ansbach/Katterbach abgestrahltes Radioprogramm  |                         |         |                  |          |                                       |                                          |
| 107,3                                                      | AFN – The Eagle         | –       | Bavaria          | 0,25 kW  | D                                     | H                                        |
| Vom Sender Ansbach/Galgenmühle abgestrahlte Radioprogramme |                         |         |                  |          |                                       |                                          |
| 92,7                                                       | Deutschlandfunk         | DLF     | –                | 0,2 kW   | D                                     | H                                        |
| 102,7                                                      | Deutschlandradio Kultur | DKULTUR | –                | 0,2 kW   | D                                     | H                                        |

### Öffentliche Einrichtungen
- Regierung von Mittelfranken
- Bezirk Mittelfranken

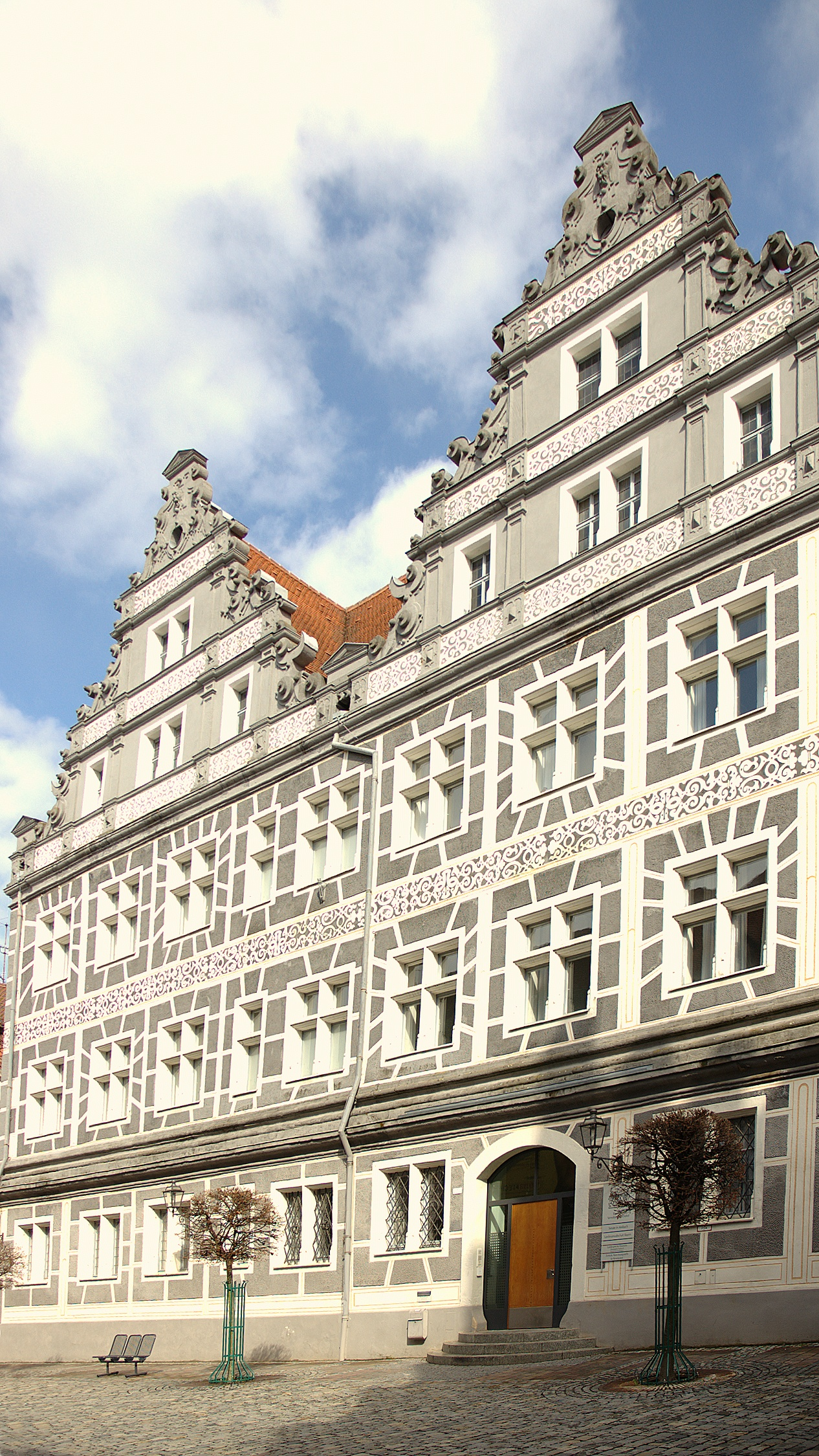
Außenstelle Ansbach des Bayerischen Verwaltungsgerichtshofs (ehemalige markgräfliche Hofkanzlei)

- Bezirkskliniken Mittelfranken mit Standort Bezirksklinikum Ansbach (Psychiatrie, Psychotherapie und Psychosomatik und Geriatrische Rehabilitation)
- Klinikum Ansbach
- Evangelisch-Lutherische Landeskirchenstelle
- Amtsgericht Ansbach
- Landgericht Ansbach
- Verwaltungsgericht Ansbach
- Außenstelle Ansbach des Bayerischen Verwaltungsgerichtshofs
- Finanzamt Ansbach mit Außenstellen in Rothenburg und Dinkelsbühl
- Landesamt für Datenschutzaufsicht
- Landesamt für Finanzen (früher Bezirksfinanzdirektion)
- Amt für Ernährung, Landwirtschaft und Forsten Ansbach mit Außenstellen in Dinkelsbühl, Rothenburg und Heilsbronn (Bereich Forsten)
- Amt für Ländliche Entwicklung Mittelfranken (früher Flurbereinigungsdirektion)
- Amt für Digitalisierung, Breitband und Vermessung Ansbach (früher Vermessungsamt)
- Justizvollzugsanstalt
- Kulturzentrum am Karlsplatz (Karlshalle, Stadtarchiv, Angletsaal)
- Freiwillige Feuerwehr der Stadt Ansbach
- Kriminalpolizeiinspektion, Polizeiinspektion und Verkehrspolizeiinspektion der Bayerischen Polizei
- Staatliches Rechnungsprüfungsamt Ansbach
- Technisches Hilfswerk (THW) in EYB

### Bildung
- Landesfinanzschule Bayern
- Hochschule Ansbach

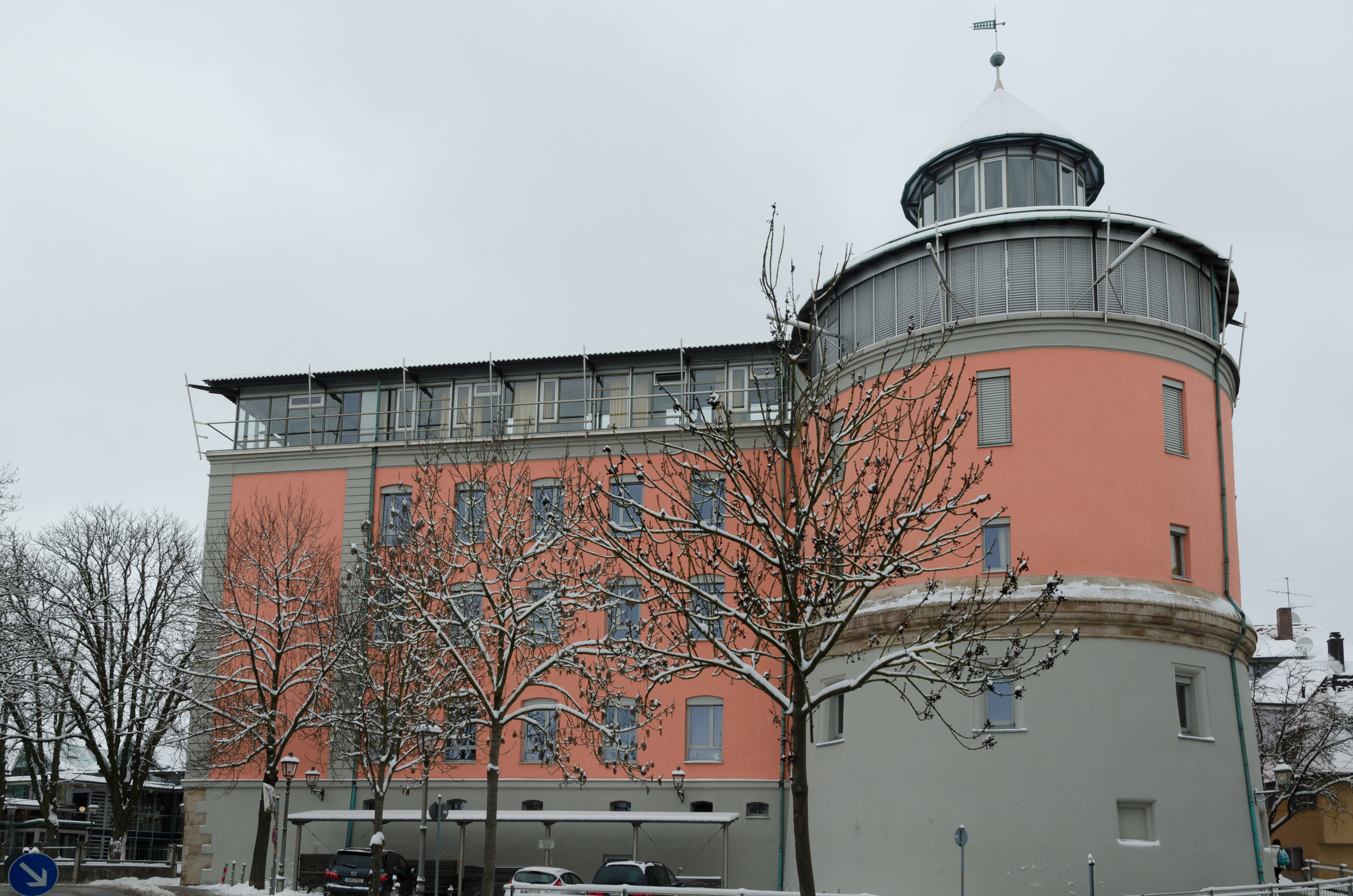
Gymnasium Carolinum (gegründet 1528)

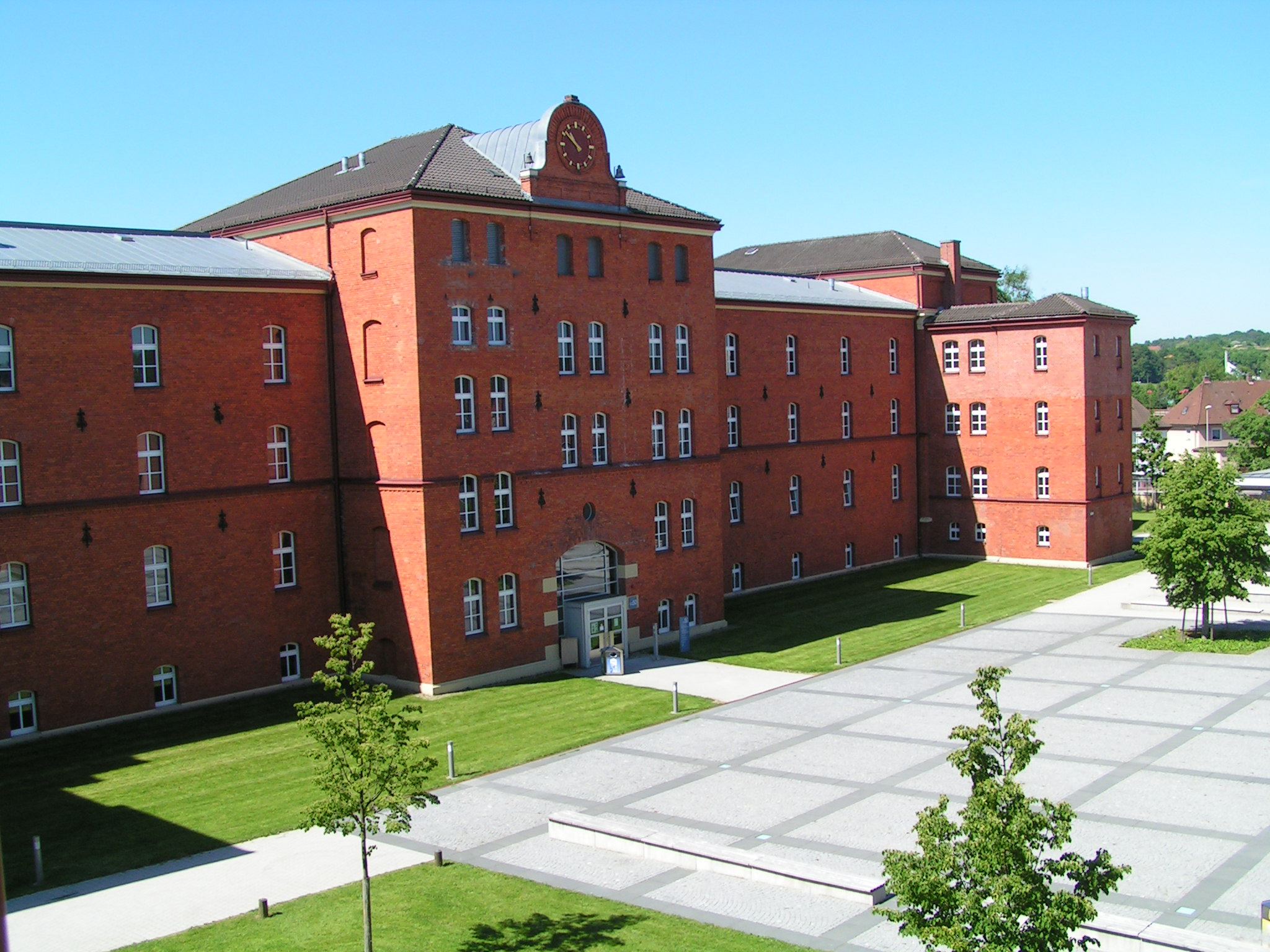
Hauptgebäude der Hochschule Ansbach (ehemalige Hindenburg-Kaserne)

- Staatsinstitut Ansbach für die Ausbildung von Fachlehrern an allgemein bildenden Schulen (Abteilung III) und an beruflichen Schulen (Abteilung IV)
- Theresien-Gymnasium
- Platen-Gymnasium
- Gymnasium Carolinum
- Staatliche Realschule Ansbach (Johann-Steingruber-Schule)
- Maschinenbauschule Ansbach (mit Fachschule für Maschinenbautechnik und Fachakademie für Medizintechnik)
- Staatliche Fach- und Berufsoberschule
- Städtische Wirtschaftsschule
- Staatliche Berufsschule I mit Berufsfachschule für Technische Assistenten für Informatik
- Staatliche Berufsschule zur sonderpädagogischen Förderung (Schwerpunkt Lernen) – Robert-Limpert-Berufsschule
- Staatliches Berufliches Schulzentrum, bestehend aus Berufsschule II und Berufsfachschulen für Hauswirtschaft, Kinderpflege und Sozialpflege
- Evangelische Schule Ansbach
- Friedrich-Güll-Schule Ansbach
- Weinbergschule Ansbach, Grundschule Nord
- Waldschule Ansbach Grundschule
- Luitpoldschule Ansbach, Grundschule West
- Grundschule Brodswinden
- Karolinenschule Ansbach, Grundschule Süd
- Grundschule Eyb
- Grundschule Ansbach-Hennenbach
- Grundschule Ansbach Schalkhausen
- Montessori-Schule Ansbach
- Sonderpädagogisches Förderzentrum Ansbach/Johann-Heinrich-Pestalozzi-Schule

### Militär
Bis 1992, d. h. vor der Einrichtung der Hochschule Ansbach (1996) und der Errichtung des Brücken-Centers (1997), befand sich in der Stadt an der heutigen Bundesstraße 13/14 die Hindenburg-Kaserne. In der Zeit der Markgrafen erbaut und von berittenen Truppen belegt, lagen nach ihrer Erweiterung dort im Königreich Bayern nacheinander (von 1815 bis 1867) das K. B. 2. Chevaulegers-Regiment und (von 1868 bis 1919) das K. B. 2. Ulanen-Regiment „König von Bayern“. Zur Zeit der Weimarer Republik lagen keine Truppen in Ansbach. Von 1936 bis 1945 war in der Kaserne das Artillerie-Regiment 53 der Wehrmacht stationiert. Danach wurden die Anlagen von der US Army Europe genutzt.
Im Süden der Stadt wurde 1936 die Bleidorn-Kaserne (benannt nach Rudolf Bleidorn, General der Artillerie der Reichswehr) als Kaserne Am Wasserturm eingeweiht. Sie diente zunächst als Kaserne für die Wehrmacht. Nach Kriegsende wurden hier bis 1949 Displaced Persons untergebracht (siehe: Ansbach nach dem Zweiten Weltkrieg). Das Areal wurde von Ende 1949 bis 1992 militärisch von der US-Armee genutzt. Nachdem der Freistaat Bayern Teile des Areals erworben hatte, diente ein Gebäude vorübergehend als Unterkunft für Asylbewerber, andere Bereiche werden von der Polizei und dem Staatsinstitut genutzt, während der Rest unter der Bezeichnung Bleidorn Housing von der U. S. Army Garrison Ansbach (USAG) Verwendung findet.
Ebenfalls im Süden bestehen in der Meinhardswindener Straße die Barton Barracks (benannt nach David B. Barton, Lieutenant Colonel der US-Streitkräfte und im Zweiten Weltkrieg gefallen), in denen sich der Hauptsitz der USAG befindet. Die Kaserne wurde von 1936 bis 1938 gebaut und wurde zunächst Kaserne auf der Ludwigshöhe oder Gneisenau-Kaserne genannt.
Im Ortsteil Katterbach im Nordosten befindet sich zudem der Flugplatz Ansbach-Katterbach (Ansbach Army Heli Pad (Ansbach AHP)) der US-Armee, die auch im benachbarten Obereichenbach die Shipton Kaserne betreibt.